# スペインの歴史
この項目ではスペインの歴史（スペインのれきし）について述べる。

## 先史時代

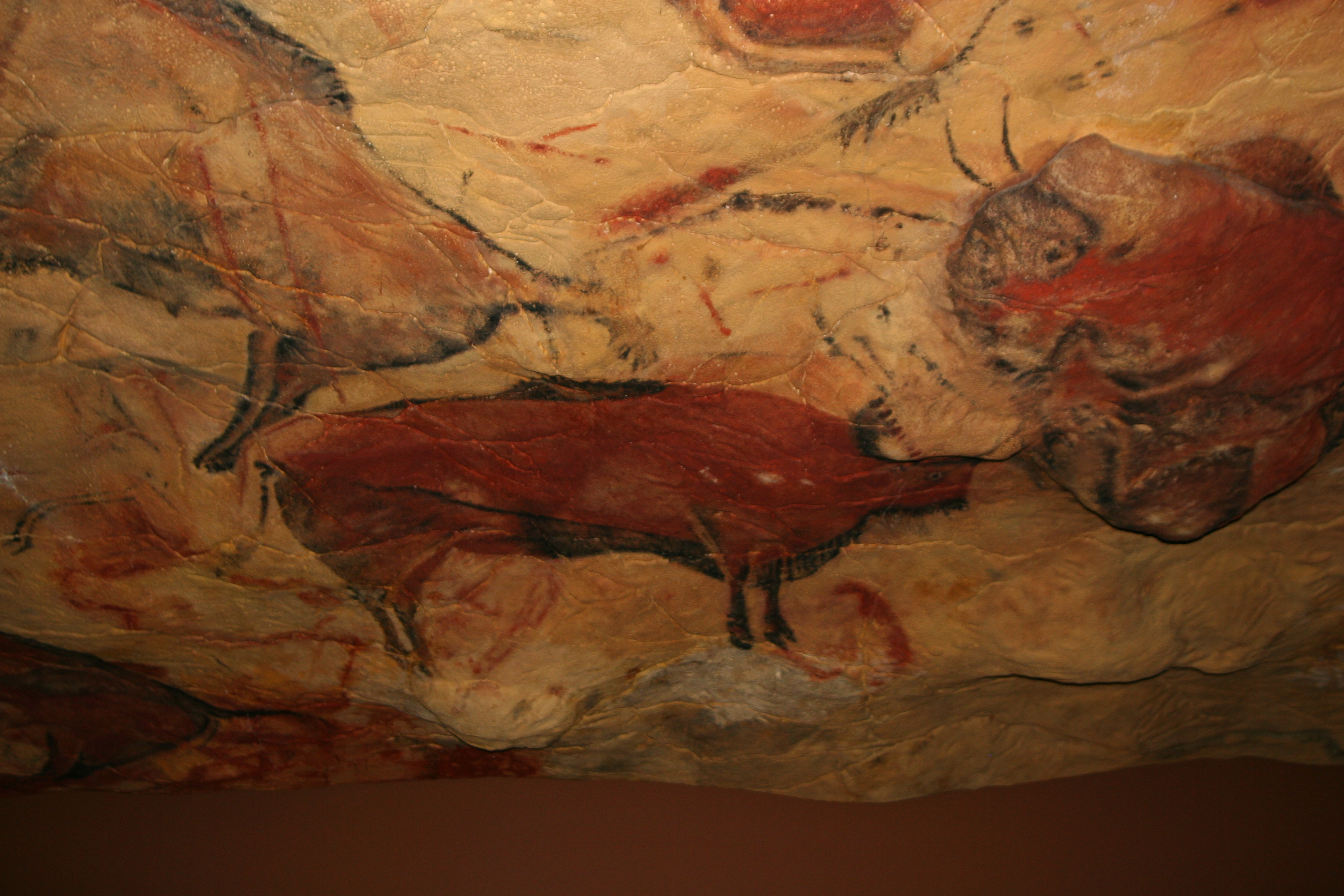
アルタミラの洞窟壁画（複製）

アタプエルカ山脈で見つかった化石の人骨は、ホモ・ネアンデルターレンシスに先行するホモ・アンテセッサーと名付けられ、40万年前とも80万年前とも言われる最古の人類種がイベリア半島にいた。
イベリア半島では、約50万 - 40万年前の旧石器時代から人類が居住していた痕跡が見られる。約20万年前 - 30万年前のネアンデルタール人の遺跡も見つかっている。氷河期が終わると、ホモ・サピエンスの時代が始まる。旧石器時代後期（3万5千年 - 5000年前）には、約1万5千年前のクロマニョン人が描いたとされるアルタミラの洞窟壁画が見つかっており、壁画には、牛や馬などの動物が色鮮やかに描かれ、当時の生活の様子を伝えている。
紀元前5000年頃、イベリア半島では、新石器時代を迎え、貝文土器が発達していた。
紀元前3000年頃から、動物の飼育が始まり、人々は定住し農耕を営んでいたとされる。紀元前3000年頃又は、紀元前2500年頃には金属器文化が起こり、イベリア人がアフリカから渡来し、彼らは銅、青銅の技術を持っていた。紀元前1500年頃から紀元前1000年頃までの青銅器文化をエル・アルガール文化という。紀元前1000年頃を境に、青銅器は衰退した。
紀元前1000年頃、様々な民族がイベリア半島に到来する。紀元前12世紀又は紀元前8世紀頃、イベリア半島南部には、フェニキア人がやってきて、紀元前1104年頃、彼らは現在のカディスに街を造る。やがて、紀元前9世紀から紀元前8世紀には、フェニキア人は地中海西方地域へ進出し、イベリア半島で得られる金、銀、錫、鉛、鉄を東方のアッシリアへと輸出していた。
紀元前900年から紀元前650年の間に、ピレネー山脈を越えて、ケルト人が渡来する。彼らが鉄器をもたらし、内陸部ではこれによりハルシュタット文化が形成された。彼らケルト人達は、イベリア半島北部に定住し、先住民であるイベリア人と混血し、ケルティベリア人と呼ばれるようになる。ケルト人は数世紀の歳月を経て、イベリア半島南部にも定住する。先住民であるイベリア人は、イベリア半島南部から東部にかけて地中海沿岸部に定住していたとみられる。イベリア人は主に農耕経済を営んでいた。発掘された石像からイベリア人社会では、紀元前4世紀頃には貴族がいたことがわかっている。
そして、紀元前8世紀から紀元前6世紀にかけて、ギリシャ人が地中海沿岸部に渡来し、植民地の拠点を造り、地中海の交易に勤しんだ。
やがて、フェニキア人は、紀元前7世紀頃から衰退し、変わってフェニキア人の子孫が北アフリカに建国したカルタゴが勢いを持つようになる。カルタゴは、紀元前540年頃、ジブラルタル海峡を征服し、地中海交易からギリシャ人を追放した。そして、地中海沿岸に次々に植民し、西地中海の交易を独占する。

## ローマ時代

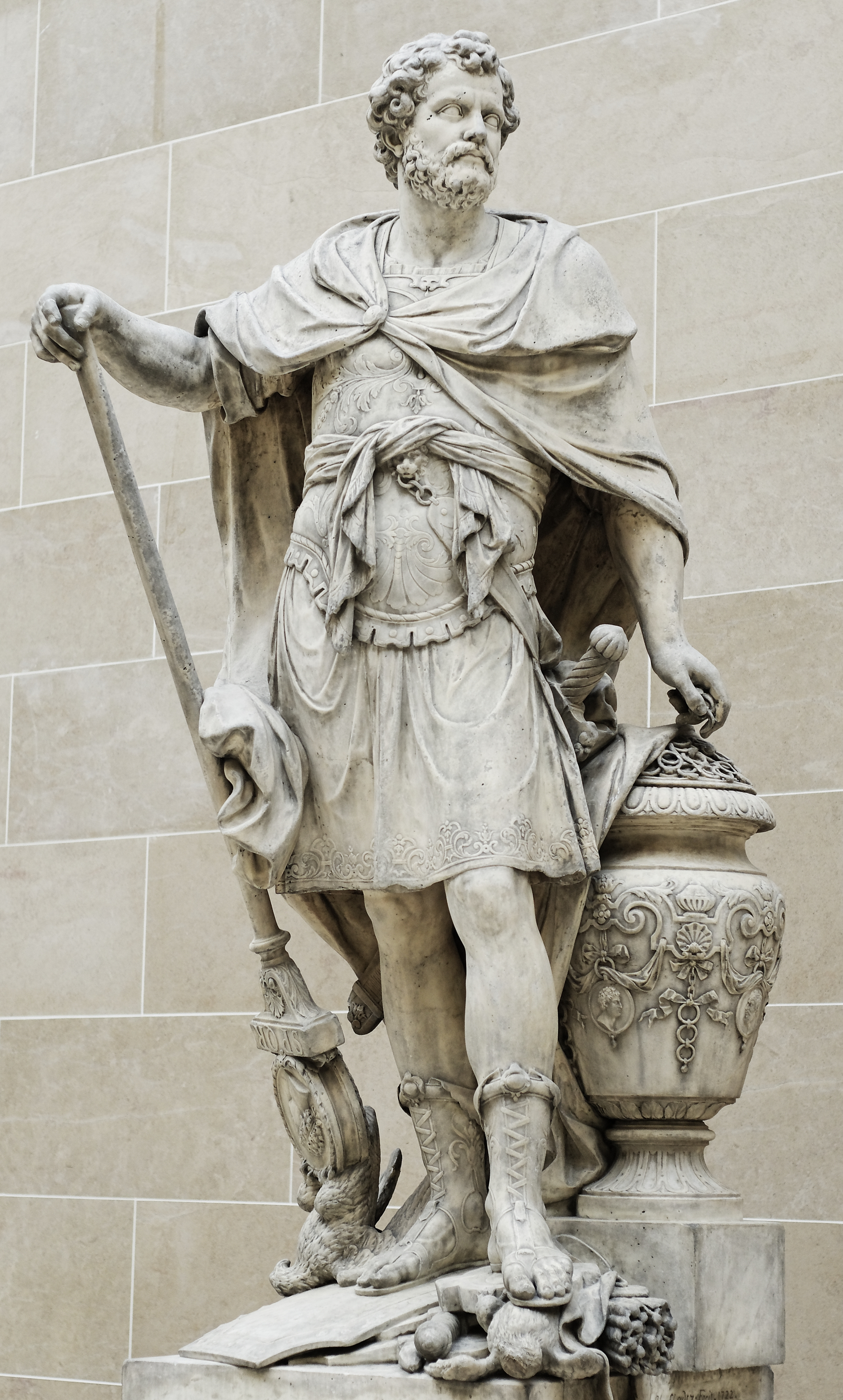
ローマに戦いを挑んだハンニバルの石像

カルタゴは、イベリア半島に到来し拠点を拡張していたローマ人とシチリアを巡って争ったが、敗れる（第一次ポエニ戦争）。経済上の重要拠点シチリアを失ったカルタゴは、イベリア半島の中部から東部にかけて領土を拡張する。
やがて、紀元前218年に、ハンニバル率いるカルタゴの軍隊が、イベリア半島の諸部族に対して戦争を仕掛ける（第二次ポエニ戦争）。ハンニバルは、ガリアからアルプス山脈を越えて、現在のイタリアへと侵攻する。当初はカルタゴに優勢であったが、ローマ側は、イベリア半島に侵攻し、カルタゴの首都・カルタゴ・ノヴァ（現在のカルタヘナ）を陥落させる。カルタゴは紀元前206年には、イベリア半島から撤退し、紀元前201年に第二次ポエニ戦争はローマの勝利によって終戦した。紀元前197年、ローマはイベリア半島に政務官を派遣し、これによりイベリア半島はローマの属州となった。この頃のイベリア半島はヒスパニアと呼ばれた。

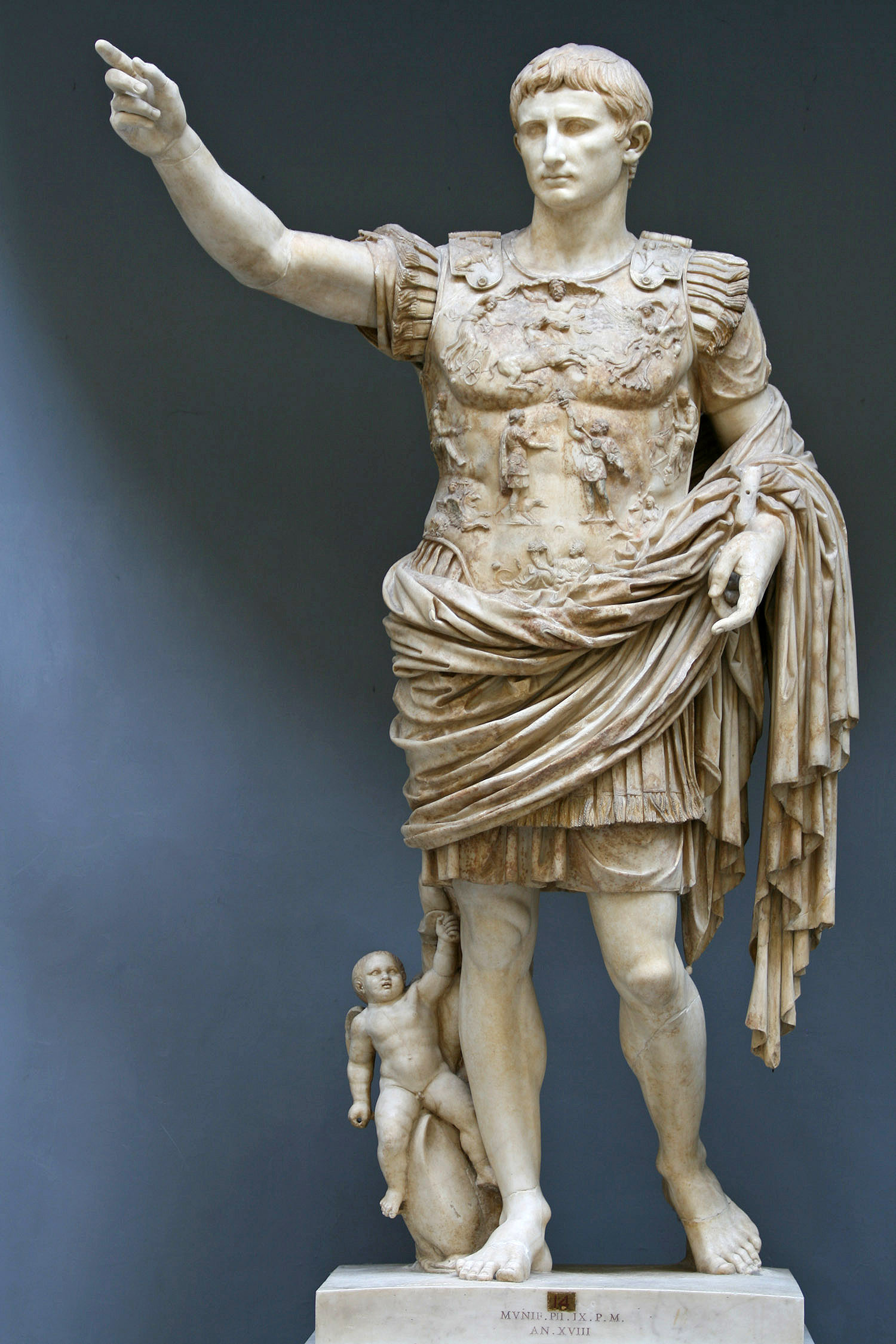
イベリア半島を平定したアウグストゥス

イベリア半島には、ローマ人が入植するようになるが、従来のイベリア半島の住民とは軋轢が生まれ、抵抗運動が相次ぎ、紀元前27年になると、ローマ帝国皇帝のアウグストゥスが、イベリア半島北部の征服に着手し、紀元前19年に平定した。その中でも、特に大きな戦争が、ルシタニア戦争、ヌマンティア戦争である。
なお、紀元前61年から紀元前60年にかけては、カエサルがヒスパニア経営に携わっていた。
ローマ皇帝・アウグストゥスの時代には、ヒスパニアは、南部のバエティカ、東部のタラコネンシス、西部のルシタニアの3つの属州に分割され統治された。
ローマが掌握したヒスパニア属領では、皇帝ウェスパシアヌス統治時代の紀元70年頃に、ヒスパニア全土の都市に限定して、ラテン市民権を付与し、ヒスパニア住民はローマ人との通商と通婚の権利を付与する。紀元83年になると、ヒスパニア属領で公職にある者は、ローマ市民権を付与された。212年になると、皇帝カラカラによって、ヒスパニアの全市民に対して、ローマ市民権を付与された。ローマ人が使用していたラテン語が、現地ヒスパニアの土着の言語と融合し、現在のスペイン語の基礎が形成される。
3世紀末には、ローマ皇帝ディオクレティアヌスによって5つの属州に分割され統治された。
ヒスパニア属領出身のトラヤヌス、ハドリアヌスが後に皇帝として即位するなど、ヒスパニア出身者がローマ帝国の中枢として活躍するようになる。
ローマ帝国支配によって、イベリア半島では、ローマの建築技術による水道橋や、浴場、闘技場、劇場などの建設や上下水道の整備が進み、幾つかは今も遺跡として残されている（セゴビア旧市街と水道橋参照）。
なお、イベリア半島には、キリスト教は1世紀頃に伝わったとみられ、3世紀終わり頃には、イベリア半島全域に広まったと見られている。

## 西ゴート王国

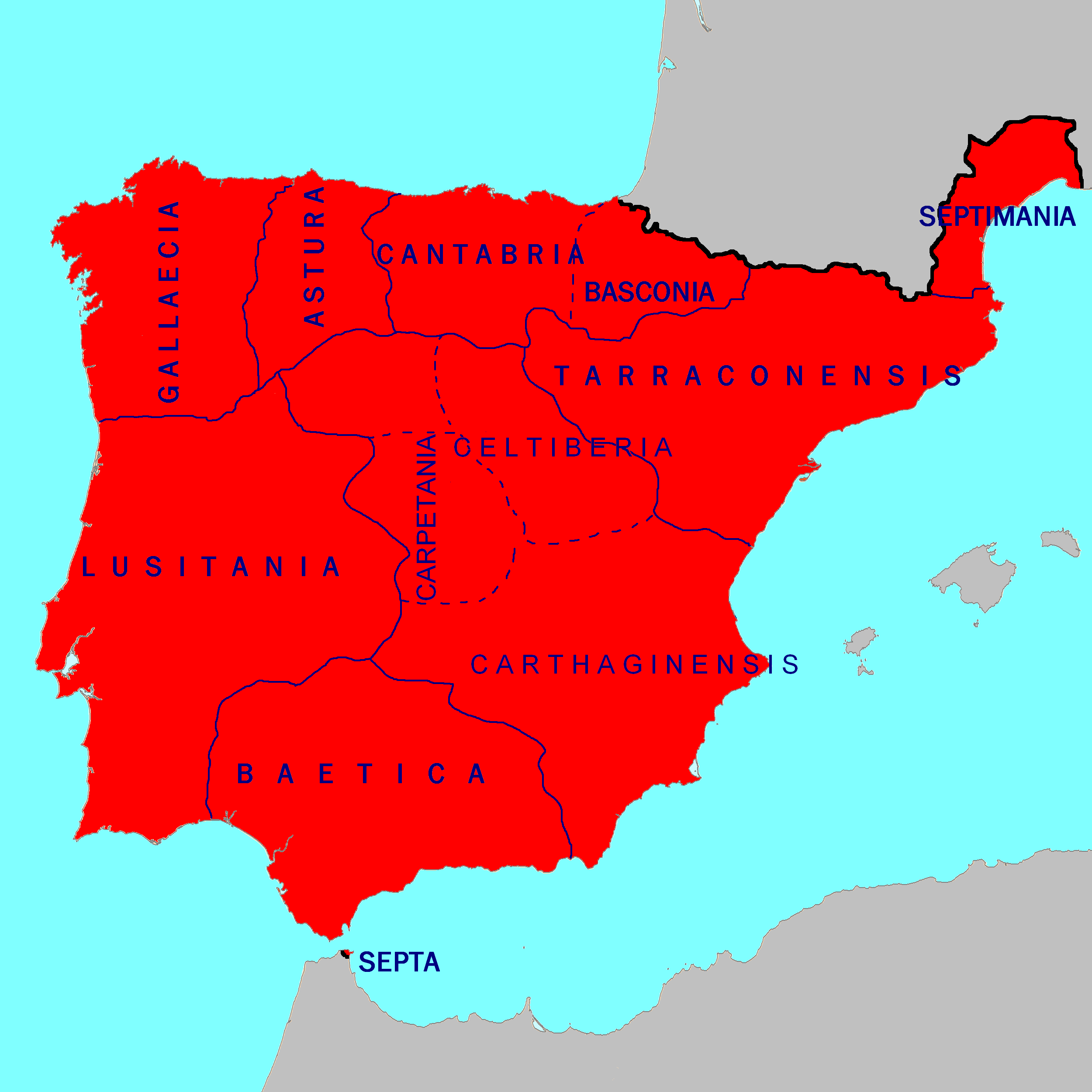
西ゴート王国版図（700年頃）

375年、ゲルマン民族の大移動が始まり、ヴァンダル人、アラン人、スエビ族が、ローマ領内に侵入し、その後イベリア半島へと入植する。スエビ族は、北西部のガリシアに定住し、アラン人は南西部のルシタニアに定住、ヴァンダル人は南部のバエティカに定住する。彼らは、ローマ帝国の同盟民族として、ローマ帝国防衛の任務に就いていた。西ゴート族は410年に一度はローマを占領した。彼ら西ゴート族は、南ガリアへと進み、地中海からヒスパニアを侵略し、416年又は418年、ヴァンダル人を攻撃して、ヴァンダル人は北アフリカへと逃れた。アラン人も西ゴート人によって駆逐され、スエビ族はイベリア半島北西部に残り、その後585年まで王国として存続した。
西ゴート族は、418年にトロサ（現在のフランス南西部のトゥールーズ）を首都として、西ゴート王国を建国した。西ゴート王国は最盛期には、南ガリアからイベリア半島全域を版図に置いた。西ゴート王国国王のエウリックは、西ゴート人に適用される法典を編纂し、彼が編纂した法典はエウリック法典と呼ばれる。アラリック2世の時代の506年頃には、ヒスパノ・ローマ人（ローマ帝国時代からの住人、以下ローマ人）に適用されるアラリック法典が定められた。
476年に西ローマ帝国が滅び、5世紀末、フランク王国が北ガリアにて勃興し、西ゴート王国はフランク王国と対立し、南ガリアを失陥し、西ゴート王国の領土はイベリア半島全域となり、首都はトレドに定められた。このフランク王国との戦争で、507年に西ゴート王国の国王アラリック2世は戦死する。
その後の西ゴート王国では後継者争いが起き、507年から554年にかけて7人の国王が即位したが、その内5人が謀殺や廃位されるなど不安定な状況が続いた。西ゴート王国は次期国王を血統ではなく、実力で選んでいたため争いが絶えなかった。アラリック2世死去後、約60年後の568年に、リウヴァ1世とレオヴィギルド兄弟が国王として共同即位し、再び情勢が安定する。なお、西ゴート王国の王位継承については、633年の第4回トレド教会会議にて、規定された。
西ゴート王国では、西ゴート人が少数で、ローマ人が多数派を形成していた。両者は適用される法律と信仰している宗教も異なっていた。両者は宗教についていえば、同じキリスト教でも、西ゴート人はアリウス派を信仰し、ローマ人はカトリックを信仰していた。法律については、西ゴート人はエルリック法典が適用され、ローマ人にはローマ法が適用されていた。王位についたレオヴィギルドは、宗教と法律の統一を目論むが、その夢を果たせず、586年に死去する。レオヴィギルドの次の王レカレド1世は、587年に自ら宗教をカトリックに改宗した。そして、589年に第3回トレド教会会議によって、カトリックが国教となることが決まった。一方、法律については、654年西ゴート法典が発布され統一が図られた。
国教がカトリックになったことから、ユダヤ人は迫害の対象となり、633年に開催された第4回トレド教会会議では、ユダヤ人の公職追放が決定した。ユダヤ人の迫害はその後もエスカレートし、694年に開催された第17回トレド教会会議では、カトリックに改宗しないユダヤ教徒を永久に奴隷化するという宣言が出された。
西ゴート王国の国王レケスウィントが672年に亡くなると、西ゴート王国は再び情勢が不安定となり、710年にウィティザ王が死去すると、王位継承問題が発生する。ロデリックと、アギラ2世との間で王位継承を巡る争いが繰り広げられた。アギラ2世は、ロデリックに対抗するため、北アフリカのイスラム勢力に支援を要請する。そして、711年、北アフリカのウマイヤ朝が、ベルベル人を主体とした軍隊を、イベリア半島へと派遣し、ロデリックは戦死する。アギラ2世も敗北し、イベリア半島の大部分はウマイヤ朝の手に落ち、711年西ゴート王国は滅びた。

## イスラム勢力の支配とレコンキスタの進展

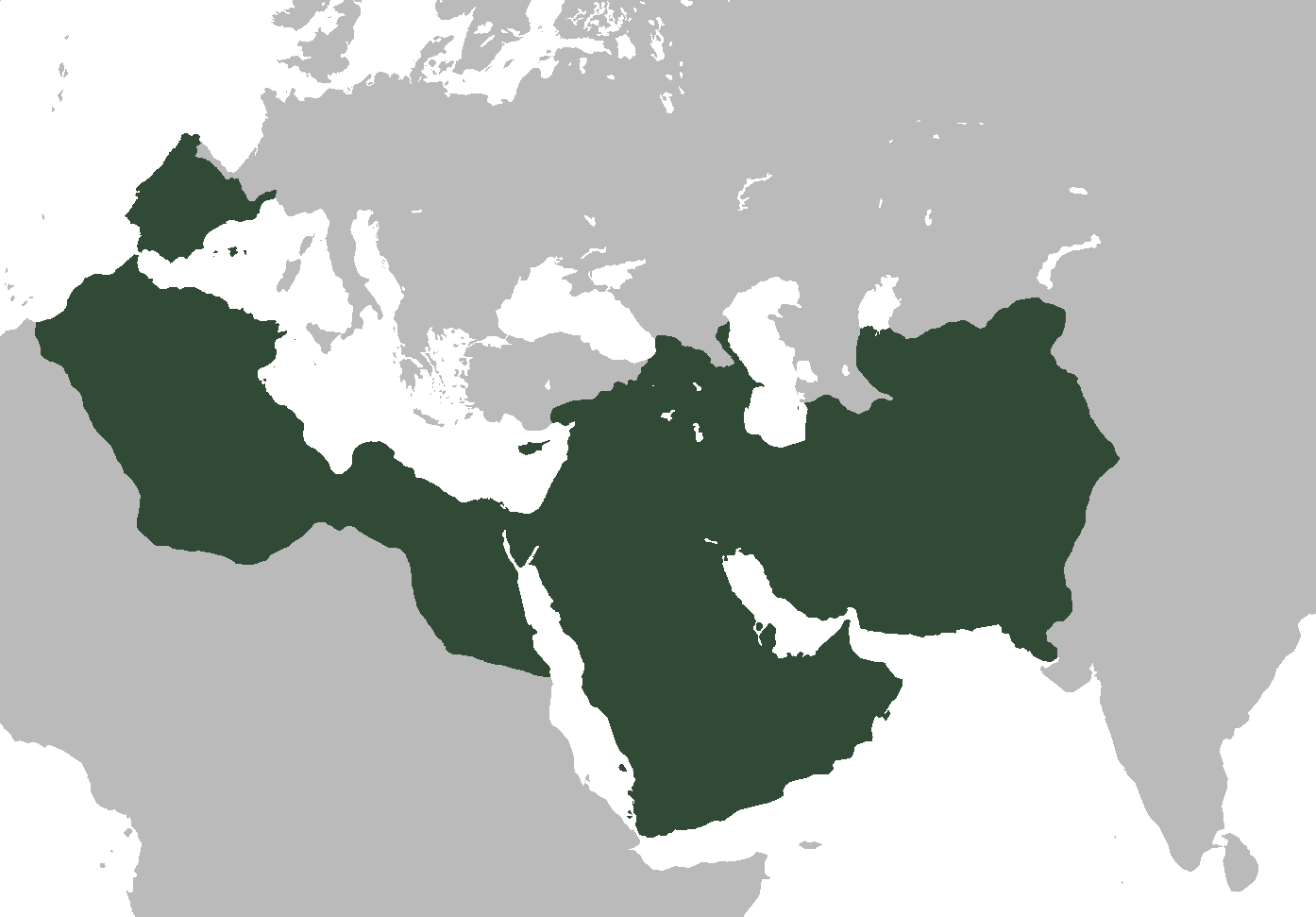
ウマイヤ朝の最大領土

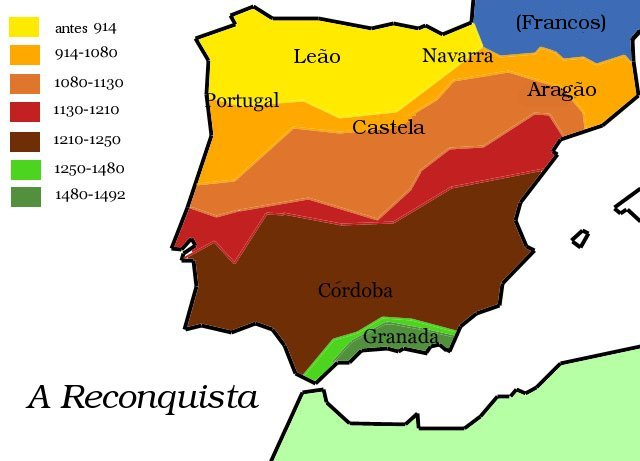
イスラーム勢力の領土の推移（914年 - 1492年）

西ゴート王国滅亡後、イベリア半島はウマイヤ朝を主体とするイスラム勢力が支配することになり、キリスト教諸国によるレコンキスタ運動（国土回復運動）が800年にわたり繰り広げられることになる。レコンキスタという言葉は後世の19世紀に作られたもので、レコンキスタ当時を生きた者は、レコンキスタという言葉は使っておらず、また、イスラム勢力に立ち向かうキリスト教諸国が800年間にわたって一致団結して戦ったわけでもない。キリスト教諸国間同士で紛争が起きたり、キリスト教諸国の中には、時にはイスラム勢力と同盟することもあった。
以下に、イスラム勢力の動向、主要キリスト教諸国の歴史を記載する。

### イスラム勢力の支配について

後ウマイヤ朝の領土

西ゴート王国滅亡後、イベリア半島はウマイヤ朝を主体とするイスラム勢力が支配し、「アンダルス」と呼ばれるようになる。714年又は716年までに、イベリア半島の全域がイスラム勢力の手に落ちた。
イスラム勢力は、支配下においたイベリア半島での旧西ゴート領土では、寛容にふるまった。イスラム教への改宗は強制せず、身体と財産を保障していた。この時、キリスト教からイスラム教に改宗した者はムワッラド、改宗せずにキリスト教のままで有り続けた者はモサラベと呼ばれた。キリスト教を引き続き信仰する場合は、人頭税の支払いが義務付けられた。イスラム教に改宗した者の中には、支配者階層に君臨しようと試みる者もいた。
750年に、ダマスカスに首都を構えていたウマイヤ朝で政変が起き、アッバース朝が建国され、ウマイヤ朝は滅び、同王朝の生き残りであるアブド・アッラフマーン1世がアンダルスに逃れ、コルドバを首都として、756年に後ウマイヤ朝を建国する。だが、アブド・アッラフマーン1世の統治時代は、内乱の連続で、その権力基盤は弱かった。777年にようやく内乱を鎮圧し、情勢が落ち着いた。この頃の、後ウマイヤ朝の統治方法は、旧西ゴート王国の聖俗貴族らの権力を分有させる形で間接統治を行った。
アブド・アッラフマーン1世の2代次の王であるハカム1世（在位796年 - 822年）が即位すると、内乱が相次ぎ、アブド・アッラフマーン2世（在位822年 - 852年）の時代になると、ようやく政治は安定する。アブド・アッラフマーン2世の次の王、ムハンマド1世（在位852年 - 886年）の治世末期には、建前はイスラム教が神の下の平等を掲げていたにも関わらず、実情は征服者側（後ウマイヤ朝）とムワッラドの間で格差が有ることを不満として、反乱が起きた。
アブド・アッラフマーン3世（在位912年 - 961年）が即位すると、彼はムワッラドの反乱（イブン・ハフスーンの乱）を鎮圧し、929年にはカリフを宣言し、その支配は栄華を迎えた。彼は行政管区を細分化し、管区に赴任する行政官の転任を定期的に行い、現地民との癒着を防いだ。アブド・アッラフマーン3世は、外交においては、東ローマ帝国や神聖ローマ帝国とも外交関係を締結した。
その後、ヒシャーム2世（在位976年 - 1009年）の時代には侍従のマンスールが権力を掌握し、その数56回とも言われるキリスト教諸国への大規模な軍事遠征を繰り返した。マンスールが外征を繰り返した理由としては、マンスール自身は元々文官であり、軍人としての戦勲が無かったこと、王位の正統性が無かったことが挙げられる。いずれにせよ、マンスールの外征により、アンダルスの領土は最大にまで拡張し、首都のコルドバは、アッバース朝の首都バグダードに比肩する大都市になった。マンスールの息子のアブド・アルマリクも、継続して権力を掌握し、貴族との対立を深める。1008年、アルマリクの弟のサンチュエロが、民衆のクーデターに遭い、処刑される。ヒシャーム2世も退位し、その後、カリフが次々と擁立されては消え、1031年、ベルベル人によって攻撃を受け、後ウマイヤ朝は滅びる。
その後、アンダルスは、20から40に及ぶタイファ（群小諸王国）に分裂し、第一次タイファ時代を迎える。各タイファは、地方単位で政権が樹立されては、没落するということを繰り返し、各タイファ政権は、ウマイヤ朝の再興を目指したわけではなかった。
その後、1085年に、カスティーリャ・レオン王アルフォンソ6世（在位1065年 - 1109年）がトレドを征服すると、タイファ諸国の国王は危機感を持ち、イベリア半島対岸のマグリブのムラービト朝に救援を要請する。救援要請に応じた、ムラービト朝のユースフ・イブン・ターシュフィーンは、イベリア半島へと来襲し、1086年アルフォンソ6世に勝利する。これによって、アンダルスでは、ムラービト朝が権力を握る。ムラービト朝はその後も領土を拡張したが、ムラービト朝が厳格なイスラム国家であったのに対して、タイファ諸国はキリスト教諸国との関係も維持したいと考えていたことや、ムラービト朝が重税を課したことなどによって、次第に反目しあうようになり、ベルベル人を中心としたムワッヒドが台頭し、1146年、ムラービト朝を滅亡させる。こうして、イスラム勢力は再び小王国が乱立する第二次タイファ時代を迎える。
その後、ムワッヒド朝はバレンシア王国を征服し、1172年、ムワッヒド朝がアンダルス全土を統一する。ムワッヒド朝は、1195年には、カスティーリャ・レオン王のアルフォンソ8世（在位1158年-1214年）を一度は破るが、1212年、アルフォンソ8世が指揮を執るキリスト教連合軍が逆襲し、ナバス・デ・トロサの戦いで敗北する。ムワッヒド朝は、その後、後継者争いによる内紛や、ハフス朝とモロッコに勃興したマリーン朝との戦争に明け暮れ、アンダルスから撤退する。これにより、アンダルスでは、第三次タイファ時代へと突入する。この第三次タイファ時代に、キリスト教諸国による大レコンキスタが開始されることになる。
この第三次タイファ時代を生き抜いたのが、1238年に成立したナスル朝（グラナダ王国とも）であるが、初代国王のムハンマド1世は、1246年にカスティーリャ王フェルナンド3世に臣従する形式をとった。ムハンマド1世は、それまでアッバース朝、ムワッヒド朝、ハフス朝、そしてカスティーリャ王国と、臣従する相手を巧みに変えて、命脈を保った。しかし、ナスル朝はカスティーリャ王国に完全に臣従したわけではなく、その後も機を見て、臣従国の鞍替えや、カスティーリャ王国に対して反乱を起こすなどしていた。また、カスティーリャ王アルフォンソ11世が、ナスル朝への攻勢中に、黒死病で死去し、その後カスティーリャ王国で王位継承に端を発する内紛が起こり、運にも助けられた。

### キリスト教諸国の情勢

#### 各王国の勃興

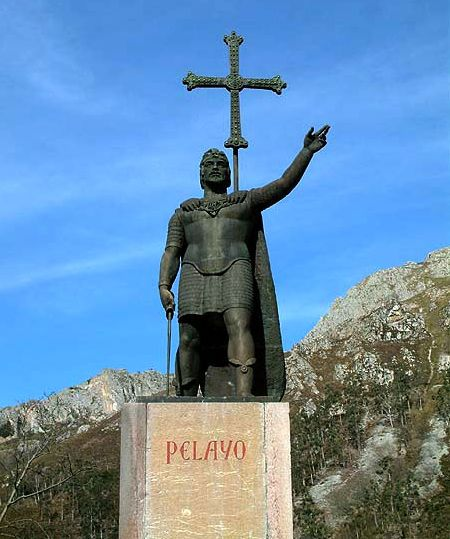
コバドンガの戦いで勝利したペラーヨ

ウマイヤ朝によって西ゴート王国は滅ぼされたが、旧西ゴート王国の有力者は、イベリア半島北部のカンタブリア山脈へと逃れる。そして、その中からペラーヨが現れ、彼はアストゥリアス王国を建国し、722年にウマイヤ朝の軍勢を破る（コバドンガの戦い）。これがレコンキスタの始まりとされる。
801年、フランク王国は、バルセロナを占領し、旧西ゴート貴族のギフレ1世がバルセロナ伯に任命され、フランク王国支配下のスペイン（ヒスパニア）辺境領が成立する。このスペイン辺境領が後のカタルーニャとなり、987年、フランク王国にカペー朝が成立すると、カタルーニャは独立を果たす。
アストゥリアス王のアルフォンソ3世（在位866年 - 910年）は領土を拡張し、彼の死後の910年、アルフォンソ3世の息子で国王に即位したガルシア1世（在位910年 - 914年）は、首都をオビエドから南部のレオンに遷都し、以後レオン王国と呼ばれるようになる。同王国は、旧西ゴート王国の正統なる継承者と称した。だが、10世紀末には後ウマイヤ朝のマンスールの侵攻によって危機に瀕する。レオン王国の東部にはカスティーリャ伯領が成立し、フェルナン・ゴンサレスが初代伯となる。

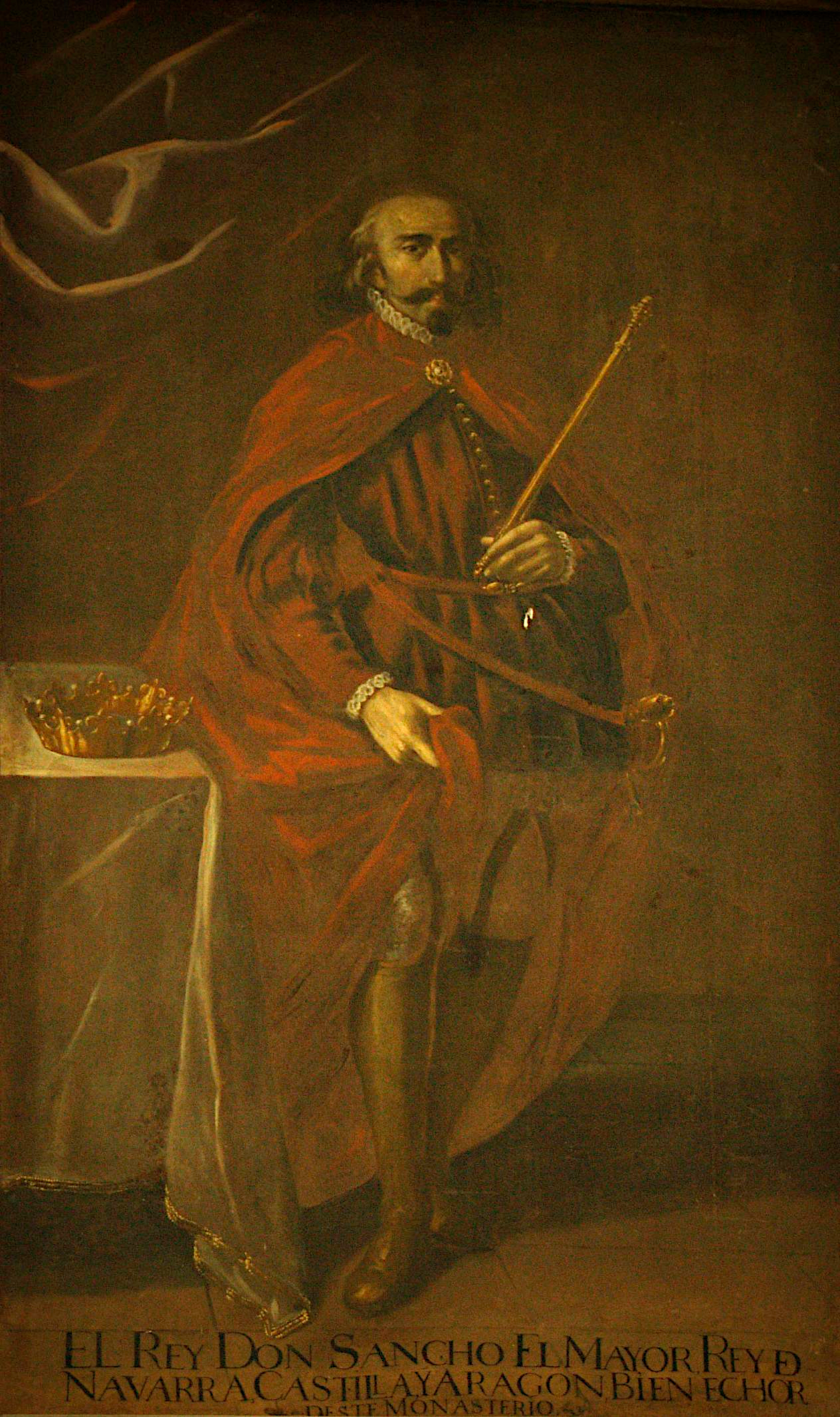
ナバラ王サンチョ3世

ピレネー山脈西部では、バスク人がイニゴ・アリスタを国王として、パンプローナ王国を建国。同国は、10世紀末には、ナバラ王国（ナバーラ王国）となる。大王と称されたサンチョ3世（在位1004年 - 1035年）の時代に最盛期を迎え、レコンキスタを主導する。サンチョ3世は、アラゴン伯領と1029年にはカスティーリャ伯領を接収し、レオン王国も傘下に収める。

#### キリスト教諸国同士の争いとレコンキスタ

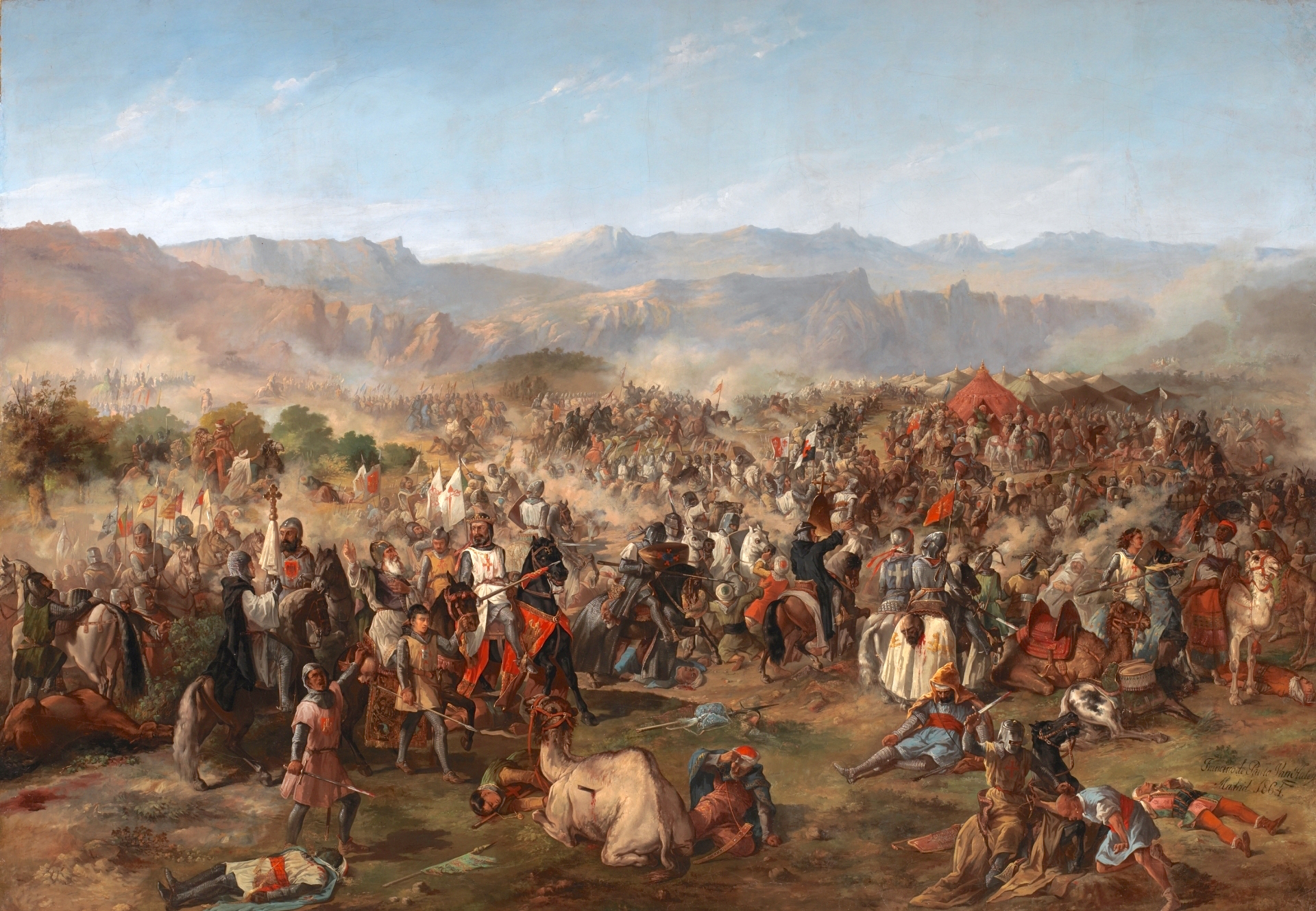
ナバス・デ・トロサの戦いの様子

1035年にサンチョ3世が死去すると、その領土は、庶子（長男）のラミロ1世（在位1035年 - 1065年）がアラゴン伯領を継承し、後にアラゴン王国を成立させる。次男のガルシア3世（在位1035年 - 1054年）がナバラ王国を継承し、三男のフェルナンド1世（在位1035年 - 1065年）がカスティーリャ王国を継承する。フェルナンド1世はその後、義兄のレオン王ベルムード3世を敗死させ、1037年カスティーリャ・レオン王国が誕生する。フェルナンド1世の息子であるアルフォンソ6世（在位1065年 - 1109年）は、レオン王国を継承し、その後、カスティーリャ王国を継承したサンチョ2世が暗殺されると、カスティーリャ王国も継承する。アルフォンソ6世は、軍事遠征を積極的に行い、西ゴート王国の首都であったトレドを1085年にイスラム勢力から奪回した。アルフォンソ6世は、多数のタイファを保護下に置き、パーリア（貢納金）を徴収した。アルフォンソ6世の嫡男は、戦死していたため、アルフォンソ6世の死去後は、娘のウラカ（在位1109年 - 1126年）が王位を継承する。
サンチョ3世の息子ラミロ1世が継承したアラゴン王国は、ラミロ1世の息子、サンチョ1世（在位1063年 - 1094年）が国王になると、外征活動を行なう。サンチョ1世は、ローマ教皇に臣従し、1076年にナバラ王国の一部を統合する。
アラゴン王国のアルフォンソ1世（在位1104年 - 1134年）は、カスティーリャ・レオン王国の王女ウラカ（在位1109年 - 1126年）と結婚するものの、関係は悪化し、両国間で紛争が起きる。ウラカの死去後、ウラカの前夫の嫡男アルフォンソ7世（在位1126年 - 1157年）がカスティーリャ・レオン王国国王となり、1127年にアラゴン王国・アルフォンソ1世と和解する。アラゴン王アルフォンソ1世は、積極的に外征を繰り返し、1118年には、エブロ川流域の要衝サラゴサをムラービト朝から奪還したものの、1134年に戦死する。アラゴン王アルフォンソ1世とウラカの間には嫡子がおらず、アラゴン王国では王位継承問題が起きるが、結局アルフォンソ1世の弟であるラミロ2世（在位1134年 - 1137年）が国王となる。
この頃、カタルーニャ地方では、バルセロナ伯が力を持ち始め、地中海沿岸部への領土拡張を目論む。そして、ラミロ2世は、自身の娘をバルセロナ伯ラモン・バランゲー4世（在位1131年 - 1162年）に嫁がせ、1137年、アラゴン連合王国が成立する。
カスティーリャ・レオン王国は1157年に再び分裂し、カスティーリャ王アルフォンソ8世（在位1158年 - 1214年）は、レオン王アルフォンソ9世（在位1188年 - 1230年）との間で争いを繰り広げたが、最終的には和解した。
アラゴン連合王国は、フランス王国カペー朝との対立を深め、戦争が勃発する。1213年、アラゴン連合王国は、フランス王国との戦争に敗れ、南フランスを失い、国王のペドロ2世（在位1196年-1213年）も戦死するという事態に見舞われる。だが、次の国王ハイメ1世（在位1213年-1276年）は、領土を拡大し、1238年又は1245年には、バレンシア地方のレコンキスタを達成した。
ナバラ王国では、1234年に男系の血統が途絶えると、ブロワ家から王が迎えいれられ、フランス寄りになる。
カスティーリャとの分裂後のレオン王国では、1188年ヨーロッパ初の身分制議会、コルテスが開催された。一方カスティーリャ王国では、国王アルフォンソ8世が、積極的に外征を行ない、ナバラ王国からイベリア半島北部の領土を占領し、ムワッヒド朝にも戦争を仕掛け、1212年、ナバス・デ・トロサの戦いで勝利を収める。
その後のカスティーリャ王国国王フェルナンド3世（在位1217年 - 1252年）は、1230年にレオン王国を再び統合した。フェルナンド3世は、大レコンキスタと呼ばれる大規模なレコンキスタを開始する。これによりアンダルシア地方の主要都市をカスティーリャ王国の版図に加え、僅かに残ったイスラム勢力のうちナスル朝を臣従させた。
1252年のカスティーリャ王フェルナンド3世死去後からは、しばらくの間、国内政治の安定に努め、レコンキスタを抑えていた。
カスティーリャ王アルフォンソ10世（在位1252年-1284年）が死去すると、次男のサンチョ4世（在位1284年 - 1295年）が国王となる。サンチョ4世は、マリーン朝に外征し、マリーン朝の領土を獲得するが、病死し、嫡子のフェルナンド4世（在位1295年 - 1312年）が国王に即位するが、権力闘争が起き、アラゴン連合王国もこの権力闘争に介入した。アラゴン連合王国側は、カスティーリャ王アルフォンソ10世の夭逝した長男フェルナンド・デ・ラ・セルダの遺子であるアルフォンソ・デ・ラ・セルダにカスティーリャ王の継承権があると主張した。だが、フェルナンド4世が成人すると、内乱は収まり、1308年カスティーリャ王国とアラゴン連合王国は、同盟関係になる。
カスティーリャ国王にアルフォンソ11世（在位1312年 - 1350年）が即位すると、レコンキスタが進展し、アルフォンソ11世はジブラルタル海峡を掌握した。ナスル朝への攻勢が一気に進むかに見えたが、イベリア半島では黒死病が流行し、アルフォンソ11世自身が黒死病によって死去する。黒死病は猛威を振るい、これにより、ナスル朝に対して大規模な攻勢をかけることができなくなってしまった。

#### トラスタマラ家の権力掌握

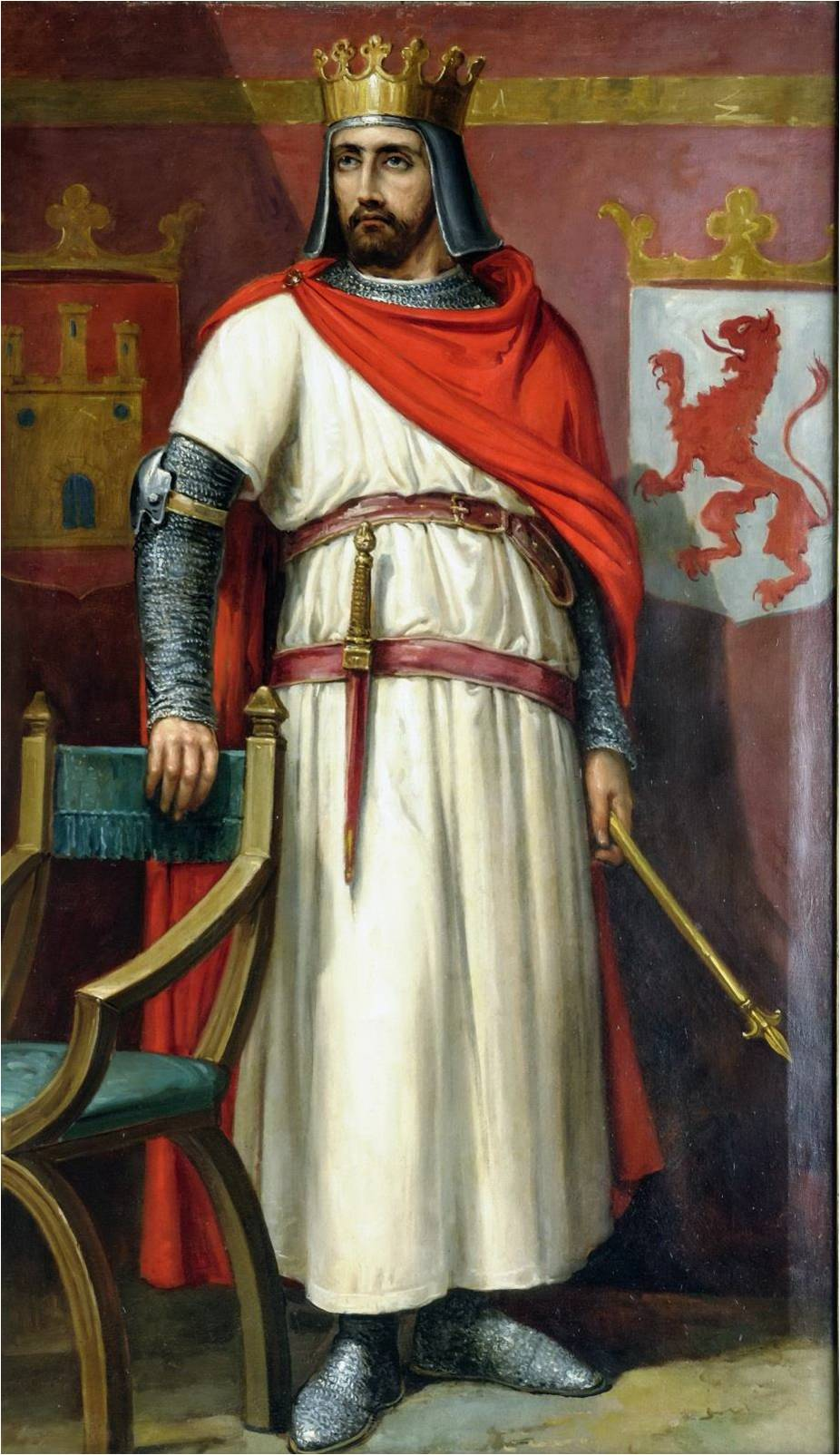
エンリケ2世

アルフォンソ11世の次の国王は、ペドロ1世（在位1350年 - 1369年）が王位を継承するが、ペドロ1世の大胆な政策には反発も多く、彼の異母兄で庶子のエンリケ・デ・トラスタマラ（後のエンリケ2世）との対立により、内戦（第一次カスティーリャ継承戦争）へと突入する。この内戦は、当時英仏の間で起きていた百年戦争の代理戦争の様相を呈し、ペドロ1世側をイングランドが支持し、エンリケ側をフランスが支持していたが、1369年にペドロ1世は敗死し、エンリケがエンリケ2世（在位1369年 - 1379年）として即位し、トラスタマラ朝が成立する。
エンリケ2世は、ペドロ1世に与した者を容赦なく処罰していたが、ペドロ1世の盟友であったナスル朝のムハンマド5世（在位1354年 - 1391年）に対しては、もはや事を構える余裕が無かったため、和平を締結して不問にした。
エンリケ2世死去後、フアン1世（在位1379年 - 1390年）がカスティーリャ王となる。彼は、1383年、ポルトガル国王の王位継承を主張し、ポルトガル遠征を行うも敗戦し、国王の権威失墜を防ぐため国王顧問会議を設置して、王権の安定化に努めた。このポルトガル遠征失敗により、またもやナスル朝への侵攻は果たせなかった。その後の国王エンリケ4世（在位1379年 - 1390年）が後継者を残せずに死去すると、エンリケ4世の異母妹であるイサベル1世が、権力闘争を勝ち抜き、国王に即位する。
15世紀前半のアラゴン連合王国は、他国の王位継承のために出奔する国王や、廃位、国王の早世による王位空白期間や、王国内で複数の王が即位したことや、黒死病によって混乱を極めていた。1462年からは、とうとう内戦に突入し、これが10年間続いた。やがて、1469年、カスティーリャ王国のイサベル女王と、アラゴン連合王国の王太子フェルナンド（フェルナンド2世）が結婚し、フェルナンドもアラゴン連合王国の国王に即位すると、ここにカスティーリャ王国とアラゴン連合王国の共同統治が実現する。

### 黒死病の被害について

西ユーラシアのペスト蔓延（1346年 - 1353年）

1348年に黒死病がカタルーニャに到来すると、瞬く間にイベリア半島に黒死病が爆発的に流行する。翌年の1349年には、カスティーリャに黒死病が伝染した。先述したが、1350年には、アルフォンソ11世が黒死病で落命するなど猛威を振るった。カスティーリャ王国では、当時の人口の15 - 20%が黒死病で死去したとされる。カタルーニャ地方では、当時の人口のおよそ40%が黒死病で失われた。ペストにより農民は耕作地を放棄し、都市部へと流入し、一方貴族はこれを受けて農地を大量に獲得し、大土地所有が一般化される。農作物の生産高も大幅に減少し、これが物価高へと繋がった。

## レコンキスタ完了とカトリック両王時代

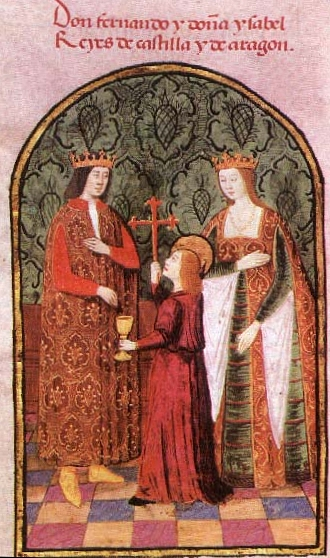
イサベル1世とフェルナンド2世

カスティーリャ王国とアラゴン連合王国の同君連合が実現し、両国は1482年からイスラム勢力の領土を侵攻し始め、1492年にはナスル朝の首都グラナダを陥落させ、ここにレコンキスタが完了する。イサベル1世とフェルナンド2世は、1496年にローマ教皇よりカトリック両王の称号を授与される（以降カトリック両王と記載）。この頃、カスティーリャ語が、事実上スペインの公用語となる。
1391年に、カスティーリャ王国で、黒死病の原因と経済危機がユダヤ人の仕業であるという無根拠な噂を基にユダヤ人の大虐殺が起きた。そして、この虐殺を受けて、多数のユダヤ人がキリスト教に改宗したものの（コンベルソ）、彼らコンベルソの存在が社会の軋轢を生んでいた。1480年、カトリック両王は、異端審問所を各地に設置し、ユダヤ人の迫害を行い、1492年にはユダヤ人追放令を発布し、これによって5 - 15万人のユダヤ人が追放された。一方、イスラム教徒については、しばらくの間は信仰の自由が保障されていたが、1502年にイスラム教徒追放令を発布し、キリスト教に改宗した者（モリスコ）以外は追放された。
カトリック両王は自身の5人の子息を、ヨーロッパ諸国の国王などに政略結婚させる。イサベル1世が1504年に死去すると、次女のフアナがカスティーリャ王国国王として即位する。フアナは、ハプスブルク家のブルゴーニュ公フィリップに嫁いでいた。だが、フアナは精神疾患があり、とてもではないが執務に耐えられず、夫のフィリップ（フェリペ1世）と共同統治するが、フィリップは間もなく死去してしまう。父親のフェルナンド2世が摂政を務めた。フアナ1世の精神疾患は癒えることがなく、父親のフェルナンド2世は、フアナ1世を幽閉してしまい、フアナは46年間幽閉された状態で過ごし、死去する。

## スペイン・ハプスブルク朝の成立

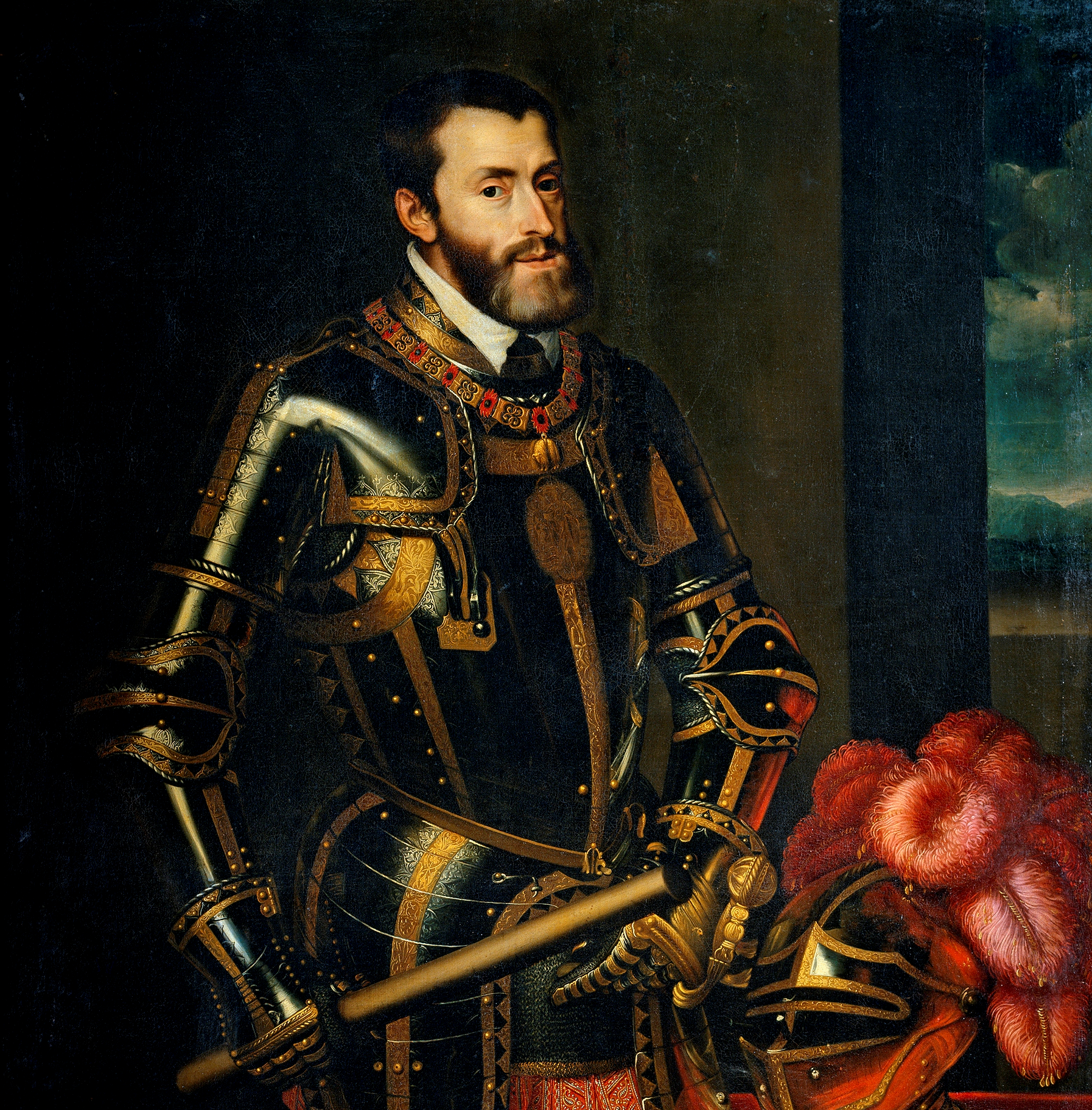
カルロス1世（神聖ローマ皇帝としてはカール5世）

フアナの次期国王は、実子であるカールであったが、母親のフアナ1世が存命中の1516年に、カルロス1世として、カスティーリャ王国とアラゴン連合王国の両国国王に即位する。こうして、スペイン・ハプスブルク朝が成立する。1517年、カルロス1世がフランドル人を連れて、生まれて初めてスペインにやってくる。カルロス1世は、スペイン語を全く喋ることができず、コルテスは、カルロス1世に対して、スペイン語の習得、外国人への官職授与の禁止を約束させる。なお、カルロス1世は、その後スペイン語を習得する。
カルロス1世の祖父は、神聖ローマ帝国皇帝マクシミリアン1世であり、1519年にマクシミリアンが死去すると、カルロス1世は、神聖ローマ皇帝の選挙資金を外国の銀行家から融資してもらい、その返済はスペイン国内の課税で賄った。これには反発が大きく、コムネロスの反乱が起きたものの、国王軍が反乱軍を武力で鎮圧した。カルロス1世が神聖ローマ帝国皇帝になり（カール5世として即位）、その所領はドイツ、ネーデルランド、フランドルなど広大な領地を継承した。カルロス1世は、積極的に外征を行い、また、マルティン・ルターの宗教改革に反目するなどしたが、1555年アウクスブルクの和議によって、ルター派を容認せざるを得なくなり、キリスト教帝国を築き上げるという野望は消え去り、1556年にカルロス1世は退位する。

### 大航海時代と植民地政策

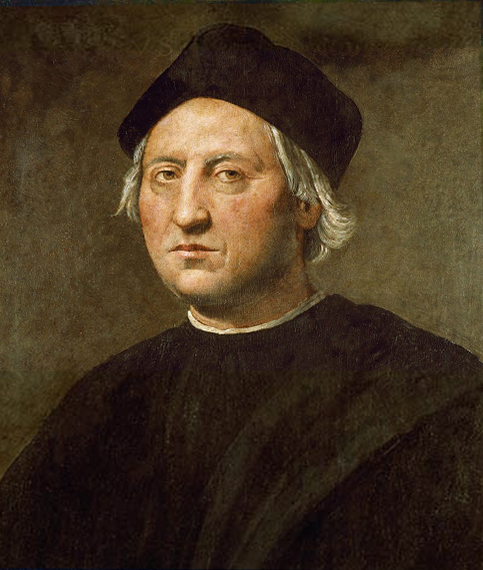
新大陸に到達したクリストファー・コロンブス

イサベル1世は、大西洋航海の援助を行い、クリストファー・コロンブスが、イサベル1世の支援を受け、西廻り航路でアジアを目指し航海に出て、アメリカ大陸に到達する（大航海時代）。コロンブスはインド、中国、日本には黄金が大量にあると考えていた。アメリカ大陸は、当時インディアスと呼ばれ、先住民はインディオと呼ばれていた。1494年には、トルデシリャス条約をポルトガル王国と締結し、ポルトガルと世界を二分することになる。
その後も、アメリカ大陸への植民が相次ぎ、1521年にはエルナン・コルテスの遠征部隊がアステカを破り、1533年にはフランシスコ・ピサロがインカ帝国を征服した。カスティーリャ王国では、長子相続であったため、次子以降の男子や、ならず者が航海に出るなどして、16世紀には約24万人が新大陸（アメリカ大陸）に渡った。アメリカ大陸には、利益目当てで航海した者だけでなく、インディオをキリスト教へと改宗させるため、托鉢修道会やイエズス会らが率先して現地に赴いて布教活動を行った。
アメリカ大陸では、1502年、エンコミエンダ制が発効され、植民者がインディオをキリスト教化することを条件として労働力として使役し、インディオは鉱山などで過酷な労働条件で働くことを強いられた。やがて、現地修道士のバルトロメ・デ・ラス・カサスが惨状をスペイン本土の国王に告発し、1542年にインディアス新法が発効され、インディオの奴隷化は禁止された。

## フェリペ2世時代

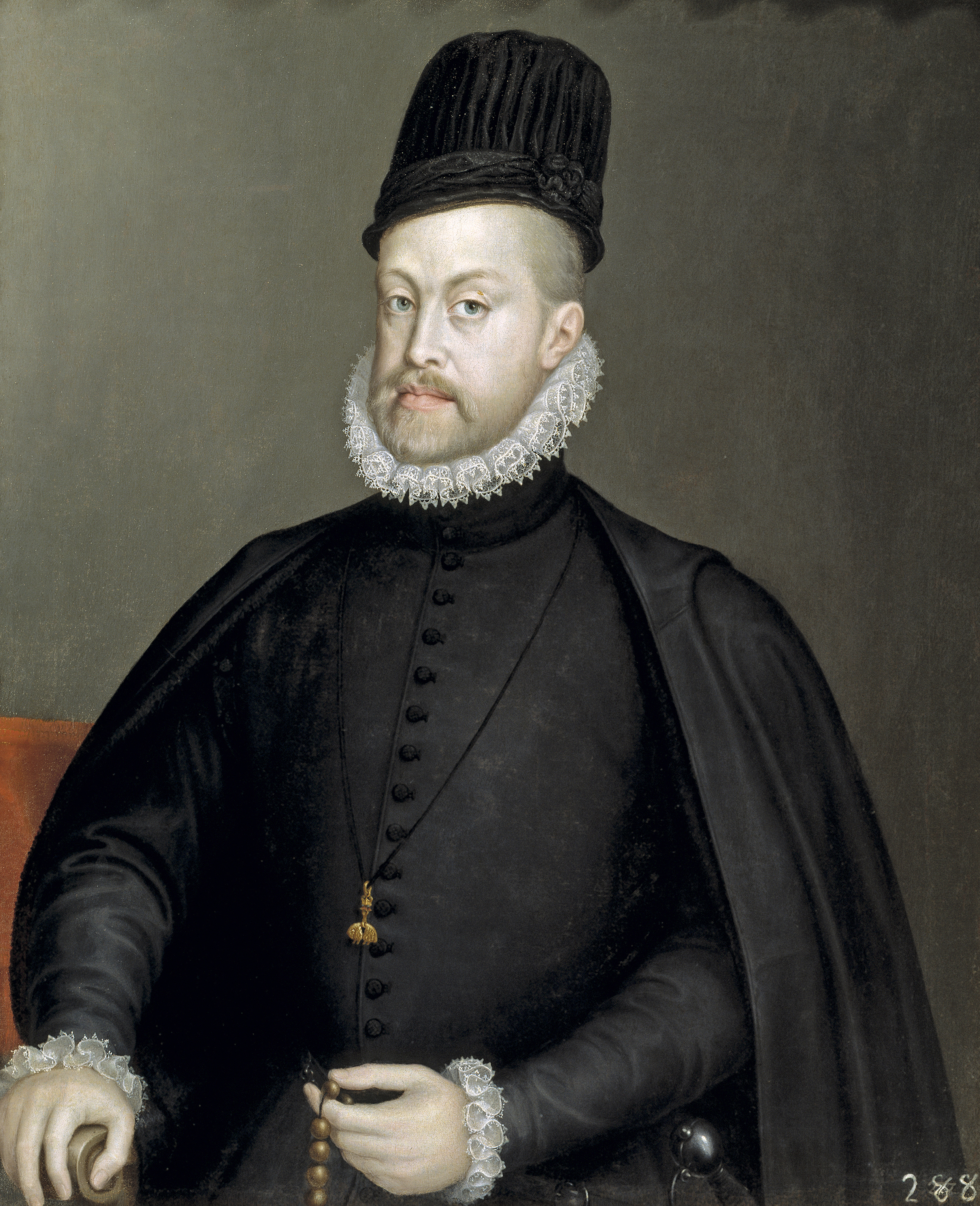
フェリペ2世

1556年にカルロス1世が退位すると、嫡男のフェリペ2世が国王に即位する。1561年に首都をトレドからマドリードに遷都した。彼は、父親のカルロス1世とは異なり、人生のほとんどを宮廷で過ごし、そこで執務を執り行った。フェリペ2世は、地中海の覇権を巡り、1560年のジェルバ島の戦いでオスマン帝国軍と衝突するが敗北し、その後、スペイン、ヴェネツィア、教皇庁との間で神聖同盟を結成し、1571年、ギリシアのレパントの海戦で勝利を収める。
フェリペ2世が継承したネーデルランドでは、プロテスタント勢力が勃興し、フェリペ2世は厳格な姿勢で挑み、やがてネーデルランドで反乱が起き、オランダ独立戦争（八十年戦争）が展開される（1568年から1648年まで）。ネーデルランドの内、カトリックが比較的多かった南部の10州はスペインに服属するが、北部7州は戦い続け、1581年に独立宣言（オランダの誕生）を行った。
フェリペ2世は、1580年に王位継承権のあったポルトガル国王も継承し、これによりポルトガルが所有していた海外植民地も手に入れ、スペインでは一日中どこかの場所で太陽が出ている「太陽の沈まぬ国」と評されるようになった。
だが、スペインは、ネーデルランドでの独立戦争や、海上の覇権を巡ってイギリスと対立し、1588年、フェリペ2世は無敵艦隊を派遣し、ドーバー海峡で衝突するが、敗北する（アルマダの海戦）。
フェリペ2世時代のスペインは、前王カルロス1世からの多数の対外戦争と、フェリペ2世による対外戦争によって、債務が膨れ上がり、返済が不可能となり4回にわたって破産宣告（国庫支払い停止宣言）を行った（1557年、1560年、1575年、1596年）。なお、この破産宣告はその後の王も常態化することになる。

## フェリペ3世からカルロス1世時代

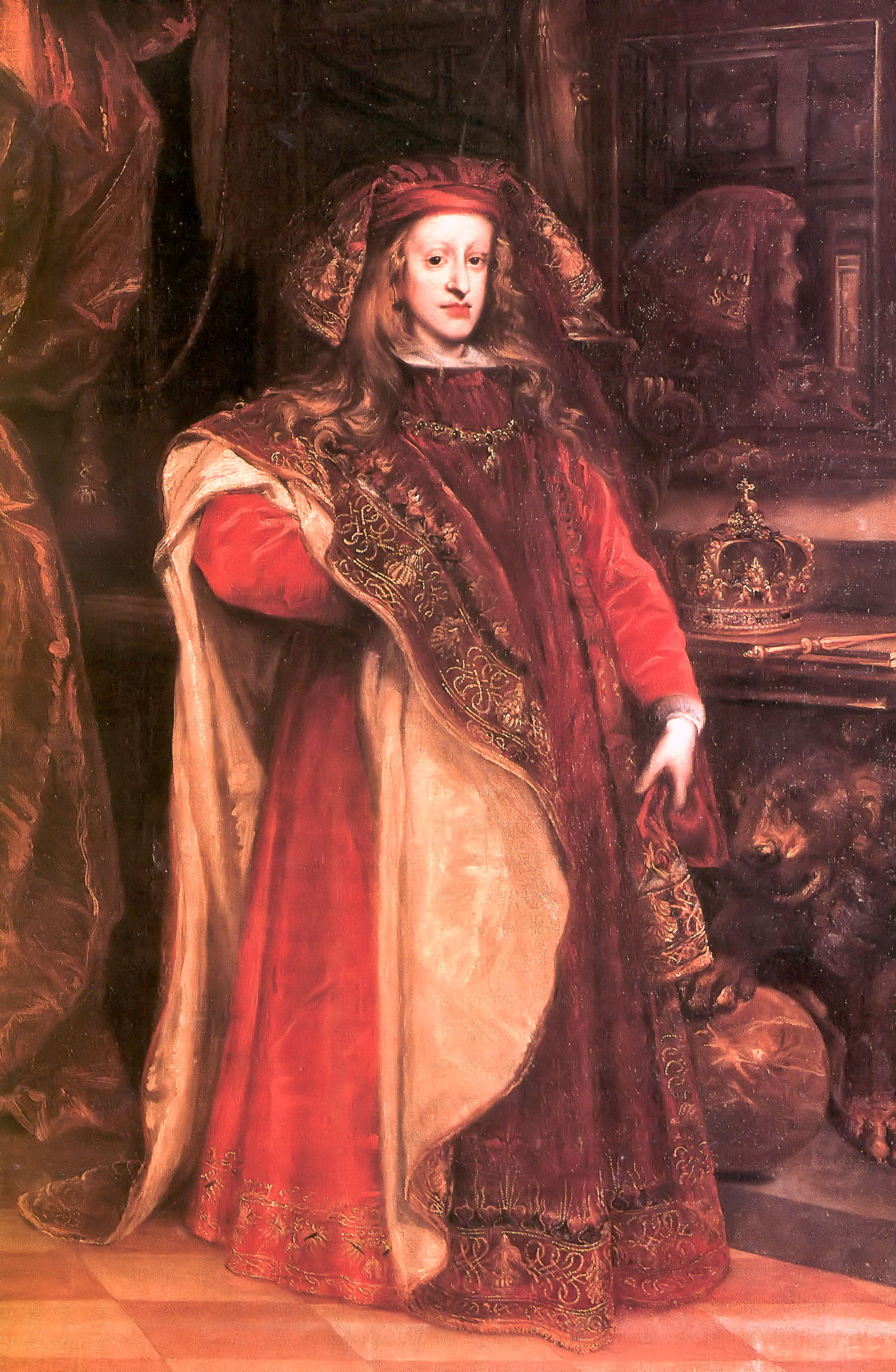
スペイン・ハプスブルク家最後の国王カルロス2世

フェリペ2世が1598年に死去すると、その息子のフェリペ3世が国王に即位するが、彼は政治に興味を持たず、寵臣のレルマ公フランシスコ・デ・サンドバル・イ・ロハスに任せてしまう。次代のフェリペ4世も寵臣のオリバーレス伯爵に政治を任せ、これを寵臣政治という。レルマ公は外交面ではオランダ独立戦争の一時休戦を実現したが、政治には不向きであり、1609年から1614年にかけて、高い農業技術を持つ約30万人に上るモリスコ（元イスラム教徒）を追放し、経済は大打撃を受ける。特に農業に依存していたバレンシア地方では深刻な被害をもたらした。レルマ公は経済改革の一環として、通貨改革を行ったが、これは銀を含有せず、銅のみを含有させた通貨を大量発行したため、インフレに見舞われる結果に終わった。
国家財政は火の車であったが、フェリペ3世時代にも、1620年、カトリック護持を目的として三十年戦争への参戦を行っている。
フェリペ3世が1621年に死去後、フェリペ4世が国王として即位するが、彼もまた寵臣のオリバーレス伯爵に政治を任せる。オリバーレス伯爵は、公職の削減、インフレ抑制、奢侈品の禁止などの財政改革を行おうとしたものの、反対が多く成果を上げられなかった。オリバーレスは、三十年戦争への介入を強めたが、スペイン王国軍の駐屯地となっていたカタルーニャで、国王軍兵士が略奪行為を行い、これにより1640年にカタルーニャで反乱が起きる（収穫人戦争）。そして、カタルーニャでの反乱を鎮圧させるため、属領であったポルトガル王国に対して、軍の派遣を要請するものの、ポルトガルはこれに応じず、1640年、独立を宣言し、1667年リスボン条約で、ポルトガルは独立する。ポルトガルの独立によって、ポルトガル領ブラジルを失陥する。カタルーニャでの反乱は、1652年に降伏し、鎮定した。なお、オリバーレス伯爵は失策が相次いだため、1643年に失脚していた。
一方三十年戦争の方は、1643年のロクロワの戦いで、当時精強を誇っていたスペイン軍の歩兵部隊が、最新の装備で武装したフランス軍に大敗する。その後、1648年にヴェストファーレン条約が締結されるが、フランスとの戦争はそのまま続き、1658年にダンケルクの戦いで敗北したことをきっかけに、1659年にピレネー条約を締結し、スペインはルシヨンとセルダーニュの一部をフランスに割譲し、ピレネー山脈が両国の国境線となった。また、ピレネー条約では、フェリペ4世の娘、マリア・テレサとフランス王ルイ14世との結婚も取り決められ、結婚の際に、多額の持参金の支払いをスペインは要求されたが、最早支払う余裕は無かった。
フェリペ3世並びにフェリペ4世時代にも、破産宣告（国庫支払い停止宣言）が度々行われた（1607年、1627年、1647年、1656年、1664年）。
フェリペ4世死去後、息子のカルロス2世が王位を継承する。だが、スペイン・ハプスブルク朝は、国王は近親婚が繰り返されたためか、カルロス2世は生来病弱で知的障害もあり、とてもではないが国務を執ることはできず、存命中から次期後継者が議論されていた。対外戦争で成果を挙げていたフェリペ4世の庶子ドン・フアン・ホセが後継者として有力視されていたが、彼は1679年に死去してしまう。1700年、カルロス2世は、次期国王をフランス国王ルイ14世の孫、フィリップ（即位後はフェリペ5世）に王位を継承することを遺言して、まもなく死去する。こうして、スペイン・ハプスブルク朝は断絶する。

## スペイン・ブルボン朝の成立

### フェリペ5世時代

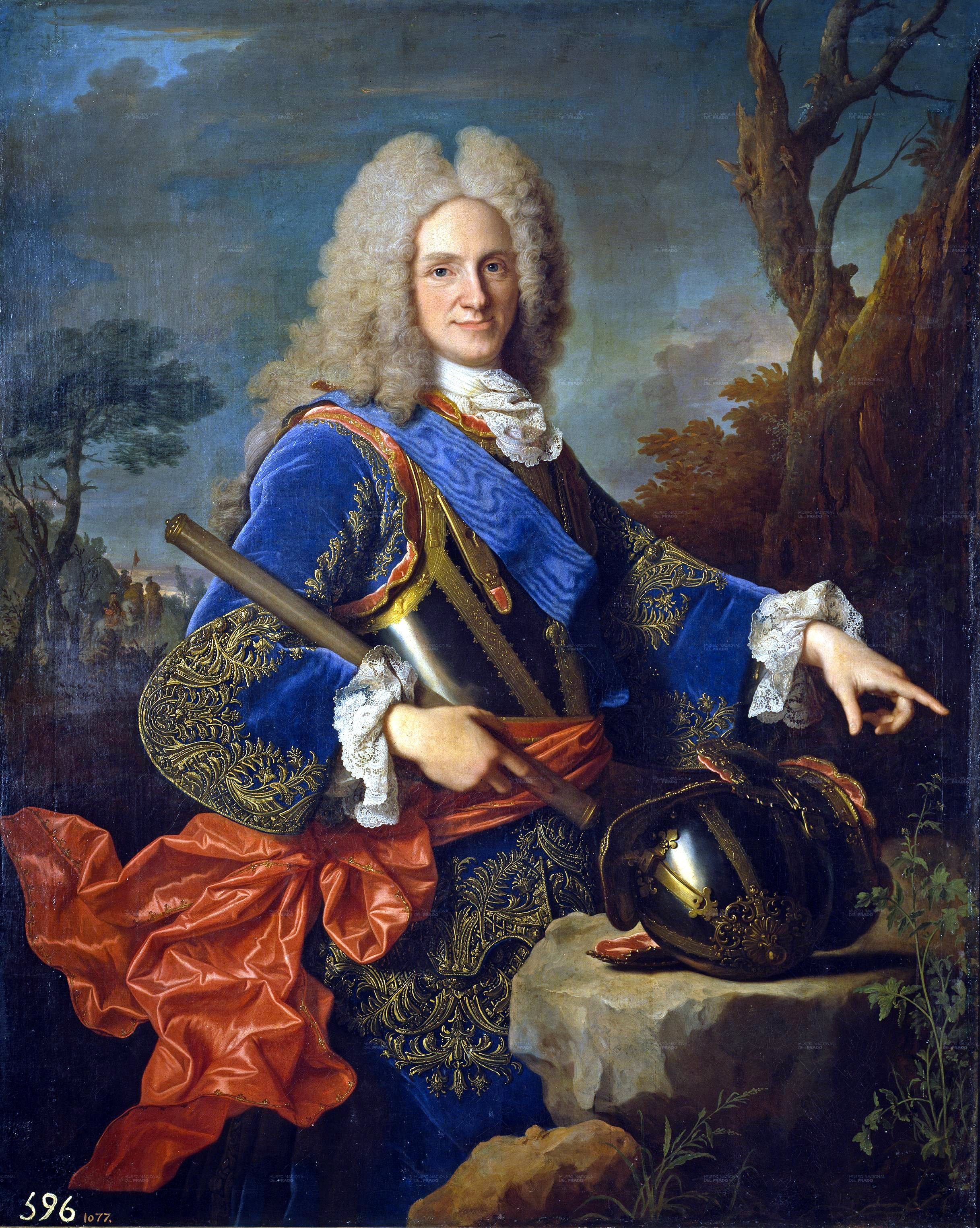
フェリペ5世

スペインの王位を継承したフェリペ5世であったが、彼はフランスの王位継承の可能性も仄めかし、これによってヨーロッパ列強からは反発され、オーストリア、イギリス、オランダ、ポルトガルは大同盟を結成し、スペイン継承戦争（1701年 - 1714年）が勃発する。スペイン継承戦争は大同盟側が勝利し、フェリペ5世はフランス国王王位を放棄する。スペイン継承戦争終戦にあたり、1713年にユトレヒト条約、1714年にラシュタット条約が締結され、フェリペ5世はスペイン国王の承認と引き換えに、ジブラルタルとメノルカ島をイギリスに割譲し、オーストリアには、スペイン領ネーデルランド、ナポリ、ミラノ、サルデーニャを割譲することになった。これによって、スペインの領土は、インディアスにほぼ限定された。
スペイン継承戦争後、フェリペ5世は、スペインの法制度や慣習をカスティーリャ基準に統一した。
フランス出身のフェリペ5世が国王となったため、対外戦争については、フランスに与する形をとった。1733年に勃発したポーランド継承戦争、1740年勃発のオーストリア継承戦争、次期国王以降に発生した1754年のフレンチ・インディアン戦争、1756年の七年戦争、これらはいずれもフランス側に立って参戦した。

### フェルナンド6世時代からカルロス3世時代
1746年に、フェリペ5世が死去すると、実子のフェルナンドが即位し（フェルナンド6世）、国内改革に注力する。フェルナンド6世は在位中、フランスの戦争に参戦することは有ったが、原則は中立を維持し、インディアス経営を維持するため海軍を増強した。
フェルナンド6世が1759年に死去すると、異母弟のカルロスが国王に即位する（カルロス3世）。カルロス3世は、1756年に勃発した七年戦争には、当初中立を維持していたが、イギリスが同戦争に勝利した場合、アメリカの植民地経営に支障が出ると考え、フランスの誘いにより参戦する。1763年、七年戦争終戦のためのパリ条約によって、アメリカ大陸のフロリダをイギリスに割譲することになり、対外政策で失敗したため、抜本的な国内改革を行う必要があると考えた。カルロス3世は、自身が登用した啓蒙改革派官僚によって改革を行い、これは啓蒙改革の時代と呼ばれる。だが、急進的な改革には反対も多く、1766年には、大蔵大臣のエスキラーチェに対しての不満が鬱積し、エスキラーチェ暴動が起きる。暴動は鎮圧されたが、暴動はイエズス会が扇動したと断定され（実際はそうでない可能性が高い）、イエズス会はスペインから追放された。

### カルロス4世時代とゴドイの専横

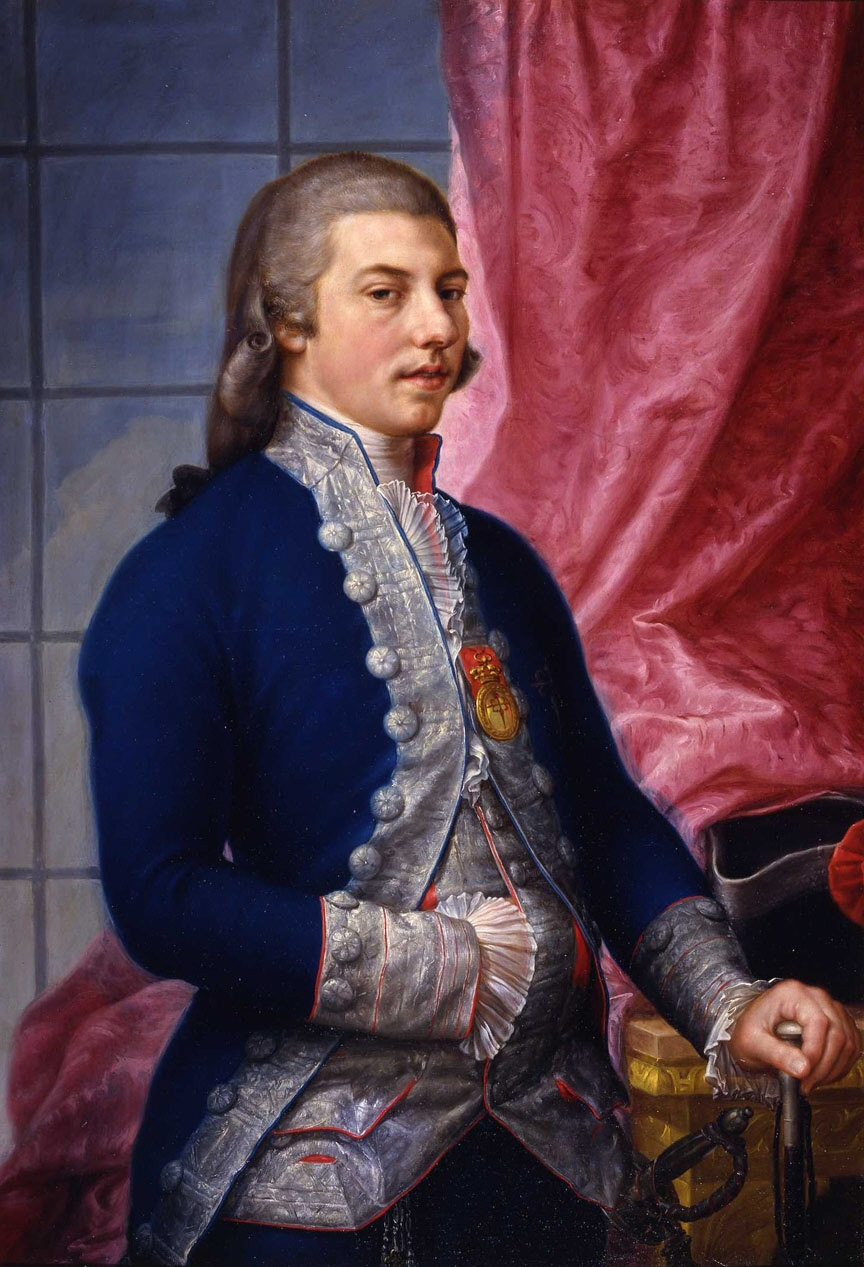
権力を事実上握ったマヌエル・デ・ゴドイ

1788年にカルロス3世が死去すると、実子のカルロス4世が即位する。翌年、フランス革命が勃発すると、革命運動の潮流がスペインに及ぶのを防ぐため、革命的な出版物の検閲や、政府系新聞以外の出版の禁止を行った。カルロス4世は1792年、カルロス4世の王妃の寵愛を受けていた衛兵のマヌエル・デ・ゴドイを大抜擢し、フランスへの介入政策（ルイ16世救出）を取らせたが、失敗に終わる。スペインは、イギリスが主体となった第一次対仏大同盟に参加し、フランスと戦争に突入する。この戦争では、スペインのバスク地方とカタルーニャが戦場となり、国土は荒廃し、1795年バーゼル講和条約をフランスと締結し、戦争は敗北に終わる。

ナポレオン・ボナパルト

対フランスの戦争に敗れたため、宰相ゴドイは、フランスへと向かったが、イギリスとの対立を生み、ゴドイはフランス（総裁政府）と距離を取ろうとするが、総裁政府がその動きを察知し、カルロス4世に圧力をかけたため、ゴドイは一時失脚する。ゴドイは、1800年に宰相に復帰後、フランスではナポレオン・ボナパルトが台頭し、ナポレオンの対外遠征に付き従う形をとるが、1805年、トラファルガーの海戦で大敗し、これによってスペインの艦隊は壊滅する。トラファルガーの海戦で失ったものは大きく、アメリカ大陸との交易に支障が出てしまう。
やがて、フランスは、ポルトガルを侵略する意向であることをゴドイに伝え、そのためにもスペイン領にフランス軍の駐留を認めることを要望し、1807年、  フォンテーヌブロー条約を締結する。これによって、スペインには、10万人からなるフランス軍が駐留することになる。ゴドイはフォンテーヌブロー条約によって、フランスがポルトガルを制圧した暁には、ポルトガル領の一部が与えられることになっていた。だが、ゴドイは、フランス軍がスペインに駐留する時になってようやく、ナポレオンがスペインに食指を伸ばしていたことを知る。
ゴドイのこれらの失策や専制に対して、民衆の不満は大きく、カルロス4世の息子・フェルナンド7世の下に民衆は結束し、1808年3月17日、彼らはアランフエス王宮へと殺到し、カルロス4世の退位（3月19日）と、ゴドイの更迭を実施した。フェルナンド7世が一時国王に即位する。だが、カルロス4世は間もなく翻意し、退位を撤回した。ナポレオンは、フェルナンド7世とカルロス4世をバイヨンヌに召集し、彼らに退位を迫り、自身の兄であるジョセフ（ホセ1世）をスペイン国王に即位させ、バイヨンヌ憲法を公布させた（ボナパルト朝の成立）。

## 半島戦争（スペイン独立戦争）とカディス憲法の制定

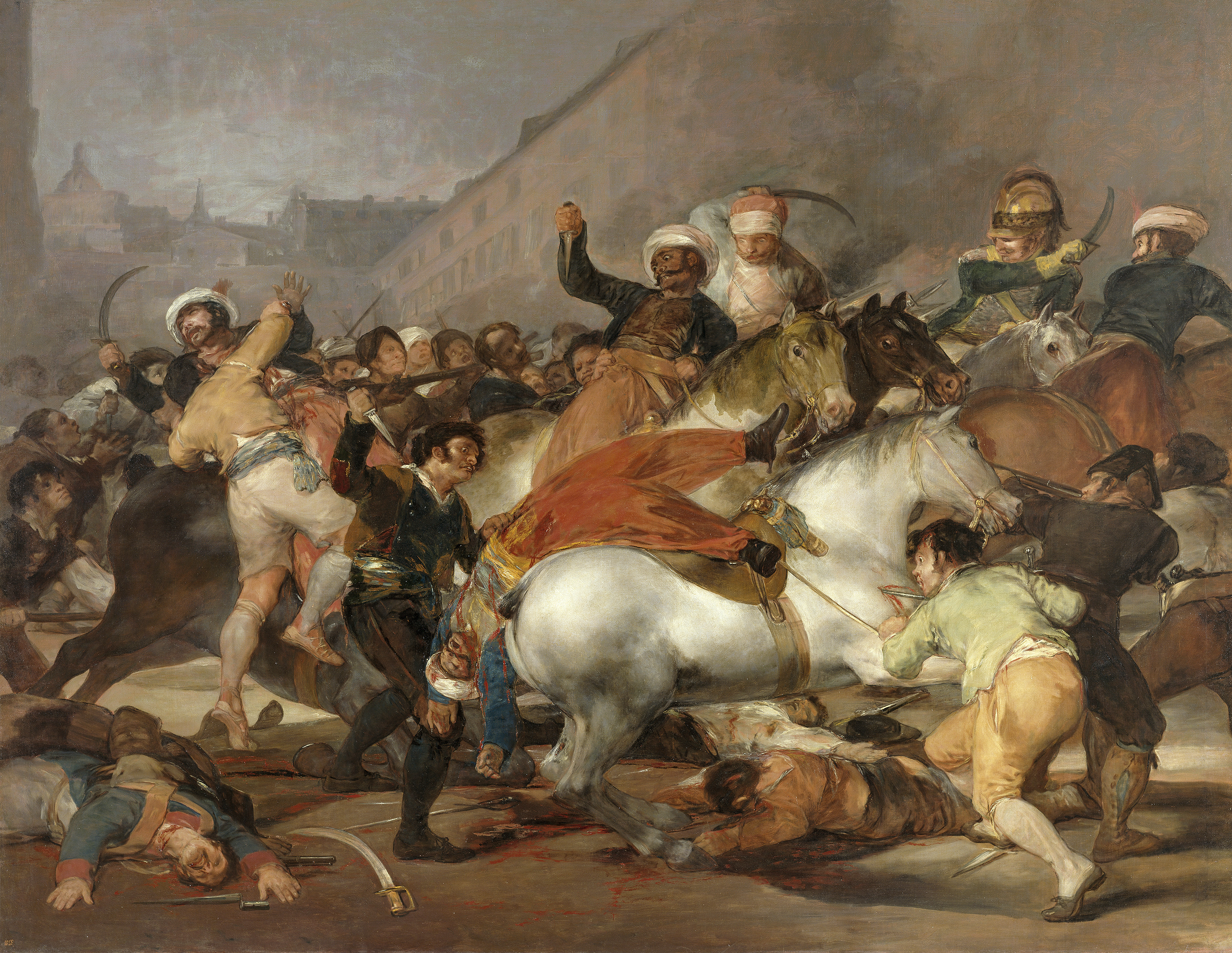
フランシスコ・デ・ゴヤが描いた1808年5月2日 マムルークの突撃

ナポレオンの兄、ホセ1世によるボナパルト朝が成立したが、スペインの民衆からは反発が大きく、1808年、スペイン独立戦争が勃発する。1808年5月2日、マドリードで民衆が蜂起し、当初はフランス（ボナパルト朝）が劣勢で、1808年7月19日のバイレンの戦いでは、フランス側は、1万7千名が捕虜になるなど大敗北を喫する。この状況を受けて、ナポレオンがスペインに舞い戻り指揮を執ると、一転スペイン側が劣勢に立たされる。だが、その後スペインでは、スペイン語で「戦争」を意味するゲラを語源とするゲリラ活動を行い、フランスを苦しめた。1812年になると、ナポレオンはロシア遠征（1812年ロシア戦役）のために、スペインに駐留していたフランス軍を引き抜き、スペインの防備が手薄になったところをイギリス軍が攻撃し、これによりホセ1世は退位し、フランスへと逃亡し、ボナパルト朝は滅亡した。
スペイン独立戦争の最中、スペイン側は最高中央評議会を設立し、カディスに首都を構え、同地で1812年3月、スペイン初の憲法が定められる。この憲法を1812年憲法又はカディス憲法という。1812年憲法は、出版の自由、領主裁判権の廃止、異端審問制の廃止を謳っていた。その他に、国民主権と三権分立、男子普通選挙（間接選挙）が定められた。
1814年にフェルナンド7世が復位するが、マドリードに入城後、即座に1812年憲法を反故にし、絶対君主に君臨する。だが、自由主義を求める声が大きくなり、クーデター宣言（プロヌンシアミエント）が度々繰り返され、1820年に起こされたラファエル・デル・リエゴによるクーデター宣言によって、フェルナンド7世は1812年憲法の復活を認める。1820年から1823年の統治期間を「自由主義の3年間」と言う。こうして、自由主義へと舵が切られた際、スペイン以外のヨーロッパ諸国では、ウィーン体制によって、ナポレオン以前の国家体制に戻すことが求められており、自由主義の台頭はそれに相反するものに他ならなかった。ヨーロッパ諸国は、スペインを警戒し、1823年にフランスがスペインに対して、約10万人からなる軍を派遣し、自由主義政府は瓦解する。フェルナンド7世は、絶対王政を敷くことに正当性を得たため、死去する1833年まで自由主義者を弾圧した。フェルナンド7世時代、国家予算に一般会計制度を初めて導入し、国立サン・フェルナンド銀行とマドリード証券取引所も開設し、近代の経済制度が整った。
フェルナンド7世の頃のアメリカの植民地は、ナポレオンの侵略により、影響力が弱まったこと、カディス憲法制定の報せがもたらされたことにより、独立への機運が高まり、1810年代から1820年代にかけて、次々に独立を果たした。1811年パラグアイ、1816年アルゼンチン、1818年チリ、1819年コロンビア、1821年ベネズエラ、コスタリカ、グアテマラ、ニカラグア、ホンジュラス、エルサルバドル、メキシコ、パナマ、ペルーが独立。1822年エクアドル、1825年ボリビア、少し歳月が空き1865年にはドミニカが独立を果たし、スペインには僅かにフィリピンとグアム、プエルトリコ、キューバが残された。

## イサベル2世時代

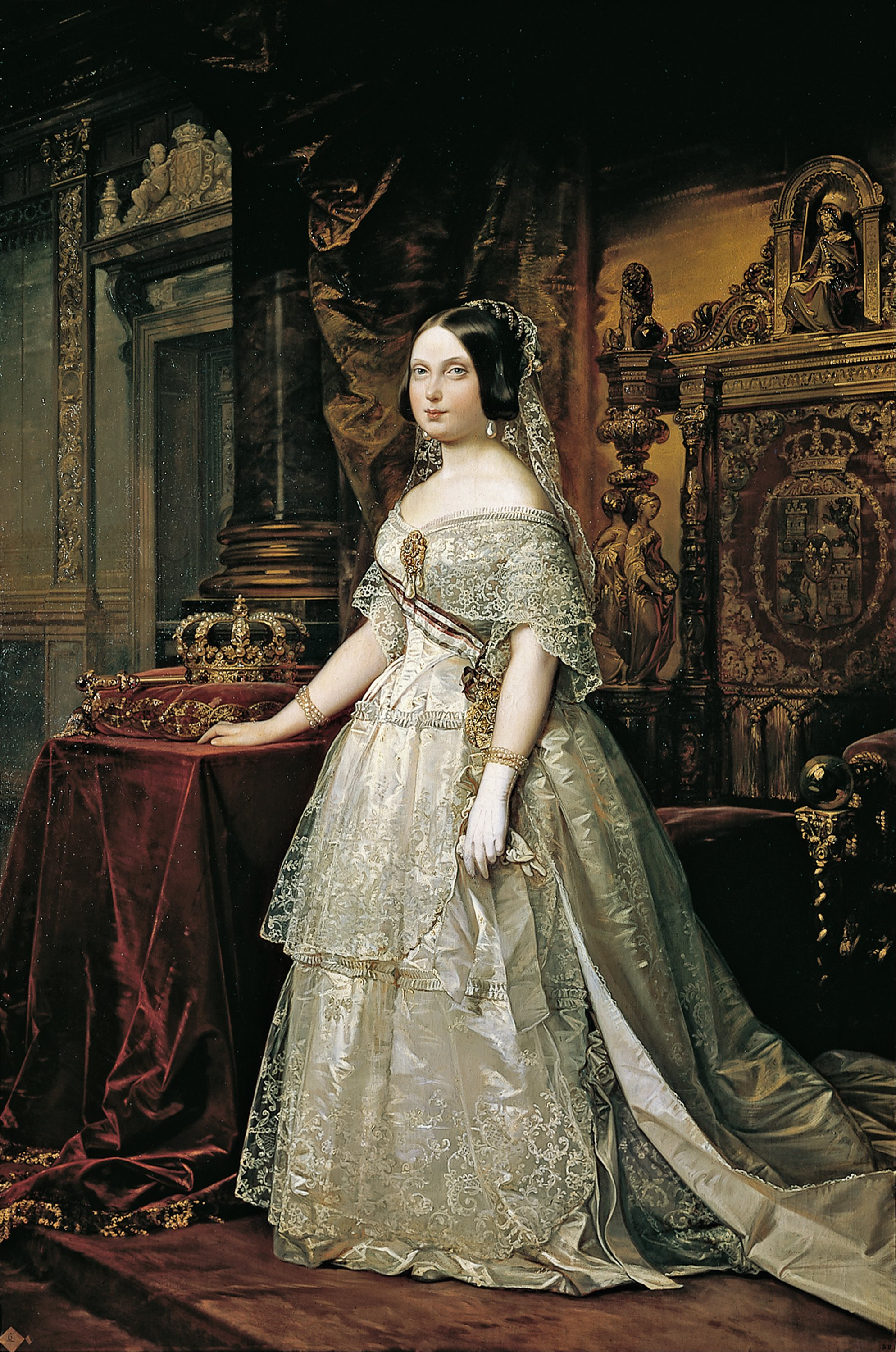
イサベル2世

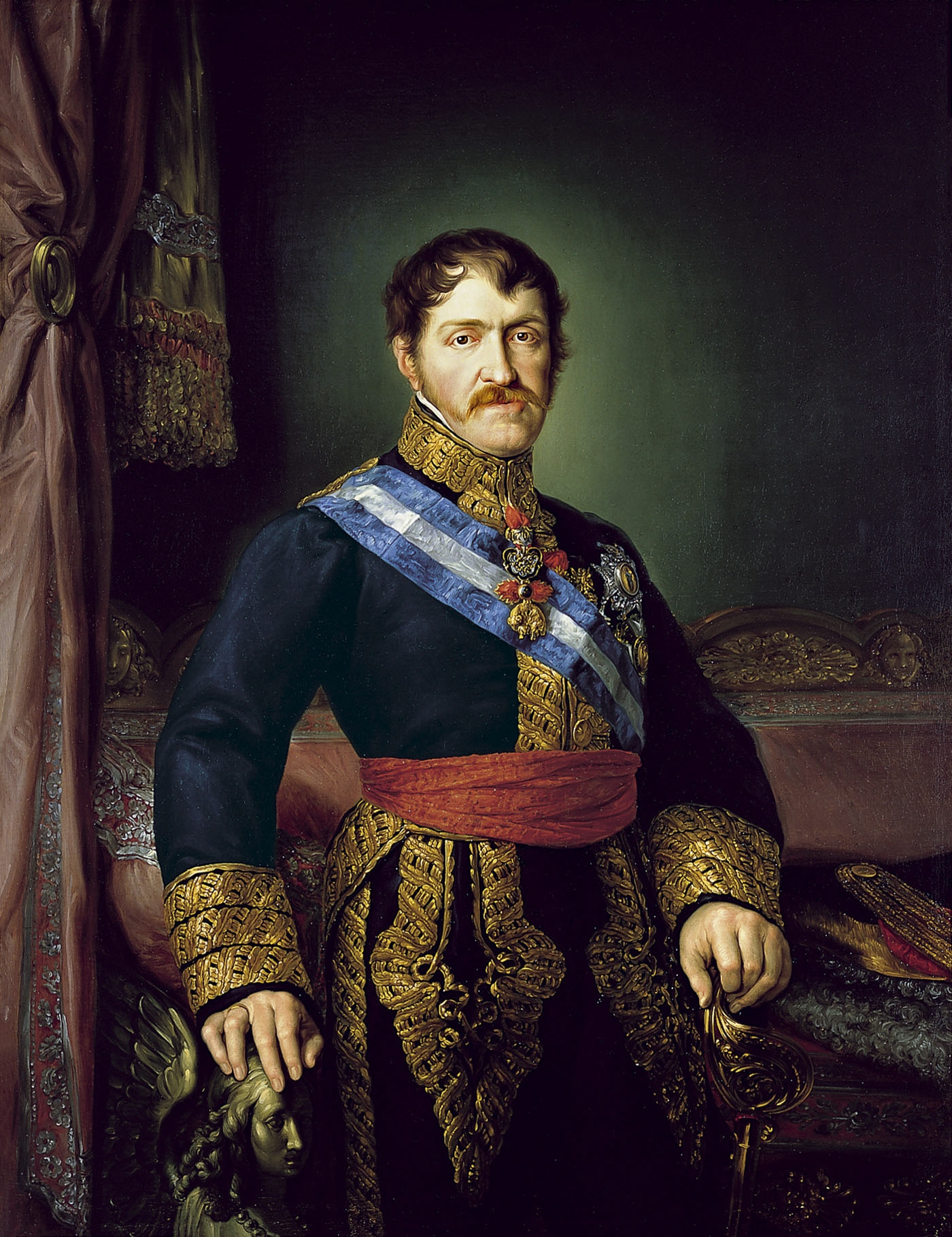
王位を主張したカルロス5世

フェルナンド7世には、後継者となる男子がおらず、娘のイサベルに王位を継承させるために、女子の王位継承権を復活させる。そして、1833年にフェルナンド7世が死去すると、3歳のイサベルがイサベル2世として即位する。だが、フェルナンド7世の弟・カルロス・マリア・イシドロ・デ・ボルボーンは、これに不服で、自ら国王を称した（カルロス5世）。カルロス5世には支持者も多く、1833年、カルロス5世の支持者が蜂起を起こした。これがカルリスタ戦争で、イサベル1世側がイギリス、フランス、ポルトガルから支援を取り付け、1840年に勝利を収めるが、その後もカルリスタ戦争は第二次（1846年 - 1849年）、第三次（1872年 - 1876年）と続いた。
自由主義勢力の内部では、穏健派と進歩派に分かれていたが、1837年憲法が成立し、これにより、絶対王政の復活は無くなったものの、穏健派と進歩派は、歩調が合わなかった。イサベル2世の摂政を務める母親のマリア・クリスティーナは、進歩派の不満を警戒し、一時フランスへ亡命するなど情勢は安定しなかった。マリアに代わって摂政となったのが、進歩派で軍人のエスパルテロだった。エスパルテロは、自由貿易主義政策を取ったため、外国産の綿製品が入ってくることを警戒したカタルーニャの綿工業者が主体となって暴動を起こす。暴動鎮圧のために武力行使をしたことについては、進歩派内でも反対が多く、エスパルテロは失脚し、イギリスへと亡命する。エスパルテロが亡命していた1843年から1868年までは、イサベル2世が親政を行う。エスパルテロの亡命と交代で、イサベル2世の母親マリア・クリスティーナが帰国し、穏健派将軍ナルバエスが、1845年憲法を制定する。
1840年代以降になると、外国資本を基に、鉄道が敷設されるようになり、鉱業も活況を呈し、紡績業も機械化が進展し、経済は活況を迎える。この頃、バスク地方では製鉄業が確立した。
だが、1860年代になり、鉄道投資が利益を生まないことがわかると、金融危機が起きる。そして、アメリカで南北戦争が勃発し、原綿の輸入が途絶え、カタルーニャの綿工業は危機的な状況に陥る。さらには小麦の凶作による食糧危機も起きてしまう。この危機的状況に対して、政府側は有効な手立てを打つことができず、進歩派の軍人フアン・プリム将軍がクーデター宣言を行い、政権を奪取し、イサベル2世はフランスへと亡命した。ここに「革命の6年間」が実現する。

## 革命の6年間
セラーノ将軍が首相を務める臨時政府は、自由主義連合、進歩派、民主派からなり、1869年に新憲法を制定する。1869年憲法は、国民主権に基づく立憲君主政、男子普通選挙の実現、二院制議会の制定、個人の諸権利の規定や、政教分離については、カトリックを国教とするが、信仰の自由を保障するなど、同時代のヨーロッパ諸国の憲法を比べて、かなり先進的な憲法だった。空位となった王位には、1871年1月、イタリア・サヴォイア家のアマデオが即位するが、プリムが間もなく暗殺され、1873年、後ろ盾を失ったアマデオは退位する。1873年2月11日、上下院が共和国樹立を決議され、連邦共和政が宣言された（スペイン第一共和政）。だが、この連邦共和政は、大統領が定着せず、やがて、軍人が保守化し、1874年1月には、パヴィア将軍がクーデター宣言を行い、王政復古が成し遂げられ、イサベル2世の息子、アルフォンソ12世が1874年末に国王即位を宣言し、スペインに帰国し、ブルボン朝が再興する。

## 王政復古期
王政が復活したスペインでは、1876年、カノバス・デル・カスティーリョが選挙に勝利し首相に就任する。そして、1876年憲法を制定し、同憲法は、国民と国王の主権分有を定め、カトリックを国教とするなど1869年憲法より保守的な内容になった。また、与党に関しては、カノバス・デル・カスティーリョ率いる保守党とそれに対する自由党が交互に政権を担当することになった。二大政党制が実現されたのは、カシーケと呼ばれる地元の有力者が投票行動を操作していたためであった。これによって投票率は大体20%未満と低かった。1885年にアルフォンソ12世が死去し、アルフォンソ13世が即位する。

### 植民地の失陥
前後するが、プリム将軍による1868年の9月革命後、スペインの植民地キューバでは、独立を巡って戦争が繰り広げられる（第一次キューバ独立戦争）。一旦は沈静化するが、1895年にも独立運動が起きる（第二次キューバ独立戦争）。キューバとの通商の妨害に遭っていたアメリカは1898年2月、合衆国海軍の戦艦メイン号爆発事件をきっかけに、米西戦争が勃発する。米西戦争はスペインの敗北に終わり、スペインは同年12月にパリ講和条約によってキューバの独立を承認し、プエルトリコ、フィリピン、グアムはアメリカに割譲され、とうとう海外の植民地を失ってしまう。

### 労働運動の勃興
19世紀後半から、工業化が進み、労働者が社会の中心となり、1879年に社会労働党（PSOE）が結成した。1888年には、この政党を母体として、労働者総同盟（UGT）が結成された。ただ、この時点では社会への影響力は弱かった。
20世紀初頭、工業化が進んでいたカタルーニャ地方では、労働運動が盛んになる。労働運動の主体は、1910年に組織化された全国労働連盟（CNT）であった。CNTは、その後のスペイン内戦勃発まで、労働運動に大きな影響を及ぼした。

### 第一次世界大戦中と戦後の労働争議
1914年、第一次世界大戦が勃発する。スペインは、中立を宣言した。だが、スペイン国内では、中立については意見が分かれていた。スペインは戦禍に巻き込まれなかったため、各国に輸出を行い、経済は好景気を享受する。だが、生活必需品まで大量に輸出されたため、インフレが起き、一般市民の生活を直撃した。こうして、1917年には労働者総同盟（UGT）はゼネストを決行、その後1919年には、全国労働連盟（CNT）がカタルーニャでゼネストを決行し、これらの組織はインフレの抑制と賃金の上昇を訴えた。1917年には軍部も士官たちが中心となって待遇改善を求めた。1921年から1923年にかけては、当時の首相エドゥアルド・ダトが暗殺され、労働者総同盟の指導者が殺害されるなど不安定な社会情勢であった。特にバルセロナでは、労働争議絡みによる死者数は、1917年から1923年にかけて200人以上を記録した。また、政府与党に関しては、1917年から1923年の間に13回も交代した。この労働運動の隆盛は、1917年に起きたロシア革命によって拍車がかかった。UGTの加盟人数は、1902年時点では3万3千人程度であったが、この頃（1921年）には、24万人になった。
1918年には、スペイン風邪が流行し、約15万人が犠牲になった。スペイン風邪は、アメリカが発祥であったのだが、当時は情報が伏せられ、中立国であったスペインで報道されたため、スペイン風邪の名称が広まった。

### プリモ政権の樹立

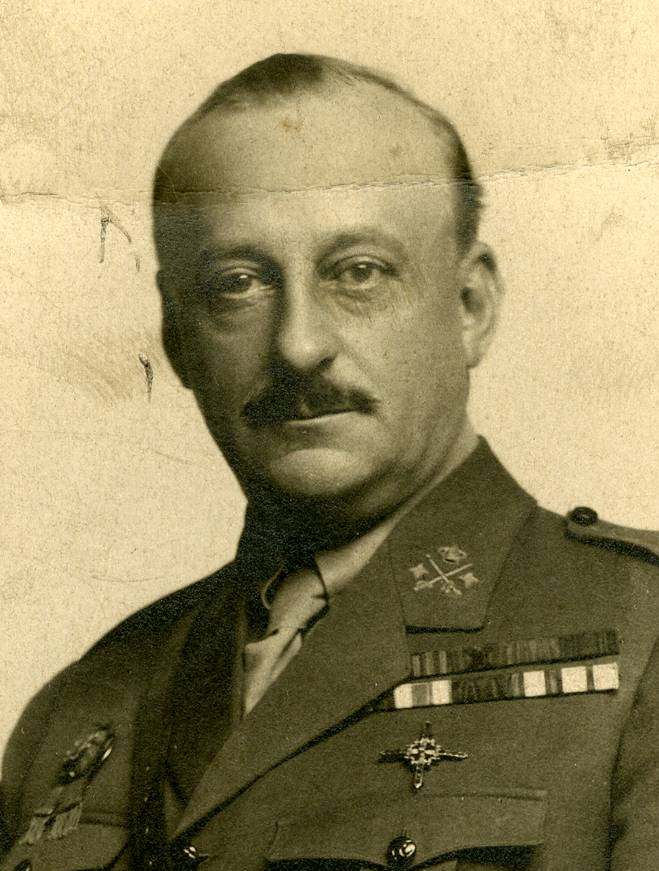
独裁政権を樹立したプリモ

スペインが支配するモロッコでは慢性的に独立を求める反乱が起きていた。やがて、1921年、モロッコの反乱に対して、政府はスペイン軍を派遣したが、アンワールの戦いで1万人以上の死者を出し、大敗してしまう。大敗の責任の所在を巡り、政府は軍への責任を追及する。だが、軍部は、モロッコの大敗の責任を認めず、対立し、カタルーニャ方面軍事司令官ミゲル・プリモ・デ・リベラが、1923年9月12日にクーデター宣言を行い、政権を奪取する。プリモは、1926年にフランスと共同し、モロッコの反乱を鎮圧した。プリモは憲法停止措置を取り、議会の解散と戒厳令発令を行った。こうして、プリモが独裁政権を樹立する。プリモ政権は、政党を解散させ、全国労働連盟やスペイン共産党を弾圧した。また、カタルーニャ語の公的な場所での使用を禁止し、地域ナショナリズムを弾圧した。
プリモは、1924年にイタリア・ファシスト党をモデルにした愛国同盟（UP）を作るが、主流にはなることは無かった。プリモの経済政策は、公共工事の拡張や、外資を排除し国営の石油会社に独占的な経営を行わせた。この頃に、バルセロナ地下鉄が開通した。だが、間もなく負債が増加し、インフレと通貨危機が起き、財政破綻へと向かう。プリモの独裁には、政府の内外から反発が大きく、やがて国王のアルフォンソ13世から支持を得られず、1930年1月、プリモは辞任する。その後、ダマソ・ベレンゲール将軍が組閣し、彼はプリモ以前の政治体制への回帰を目論んだが、これは左派（共和派、社会主義者、自由主義者）の反対に遭い、1931年2月、ベレンゲールは辞任し、今度はフアン・バウティスタ・アスナル提督が首相に就き、地方選挙を公示した。
1931年の市町村選挙では、左派の共和派が勝利し、共和政を求める民衆は歓喜し、共和派は共和政樹立を宣言し、アルフォンソ13世は退位を宣言した。

## 第二共和政時代
1931年4月14日、マドリードで、ニセート・アルカラ・サモーラが大統領となり、第二共和国成立を宣言した。アルフォンソ13世はマルセイユへ亡命し、その後スペインに戻ることは無かった。第二共和政の首相には、マヌエル・アサーニャが就任する。
1931年12月、新憲法が発布される。この憲法では、一院制議会、男女普通選挙、政教分離が明記された。政教分離によって、教会による義務教育を禁止した。だが国家予算で教会に代わる学校を建設できず、教会からも政党内でも反発が大きかった。
首相のアサーニャは軍制改革にも乗り出し、大量にいた士官の数を退職勧奨によって減らそうとしたが、手を挙げる者は少なかった。大土地所有者が農地の大半を所有していた状況を受けて、農地改革にも乗り出すが、これも効果が上がらず、零細農民は落胆し、不満が鬱積する結果に終わった。1933年1月には、カタルーニャとアンダルシアで全国労働連盟が蜂起し、アサーニャはその責任を取り、1933年9月、首相を辞任した。そして、1933年11月、総選挙が実施され、今度は右派のスペイン独立右翼連合（CEDA）が勝利し、急進党のアレハンドロ・レルーが首相となる。レルーは、アサーニャ政権の各種改革を全て反故にする。だが、レルーも民衆から支持を得られず、1934年10月には、各地で社会労働党が主導して、暴動が発生し、1千人以上の死者と、3万人以上の逮捕者が発生した。
その後、レルー以降は短命政権が続き、1936年2月に総選挙が実施されることになった。左派政党は人民戦線協定を締結し、団結を図った。そして、選挙の結果は人民戦線に参加した左派政党が勝利を収め、社会労働党が第一党となった。総選挙後に、アルカラ・サモーラ大統領は、首相にアサーニャを指名するが、アサーニャは、アルカラ・サモーラを大統領職から引きずり下ろし、アサーニャが大統領となる。そして、首相職はサンティアゴ・カサーレス・キローガに禅譲した。
だが、国内情勢は不安定な状況で、左派勢力はストライキや土地の不法占拠を行い、右派は暴力によって応酬するという状況で、1936年1月から7月にかけては、400人の政治家が殺害されるという有様だった。

## スペイン内戦

### 内戦の勃発

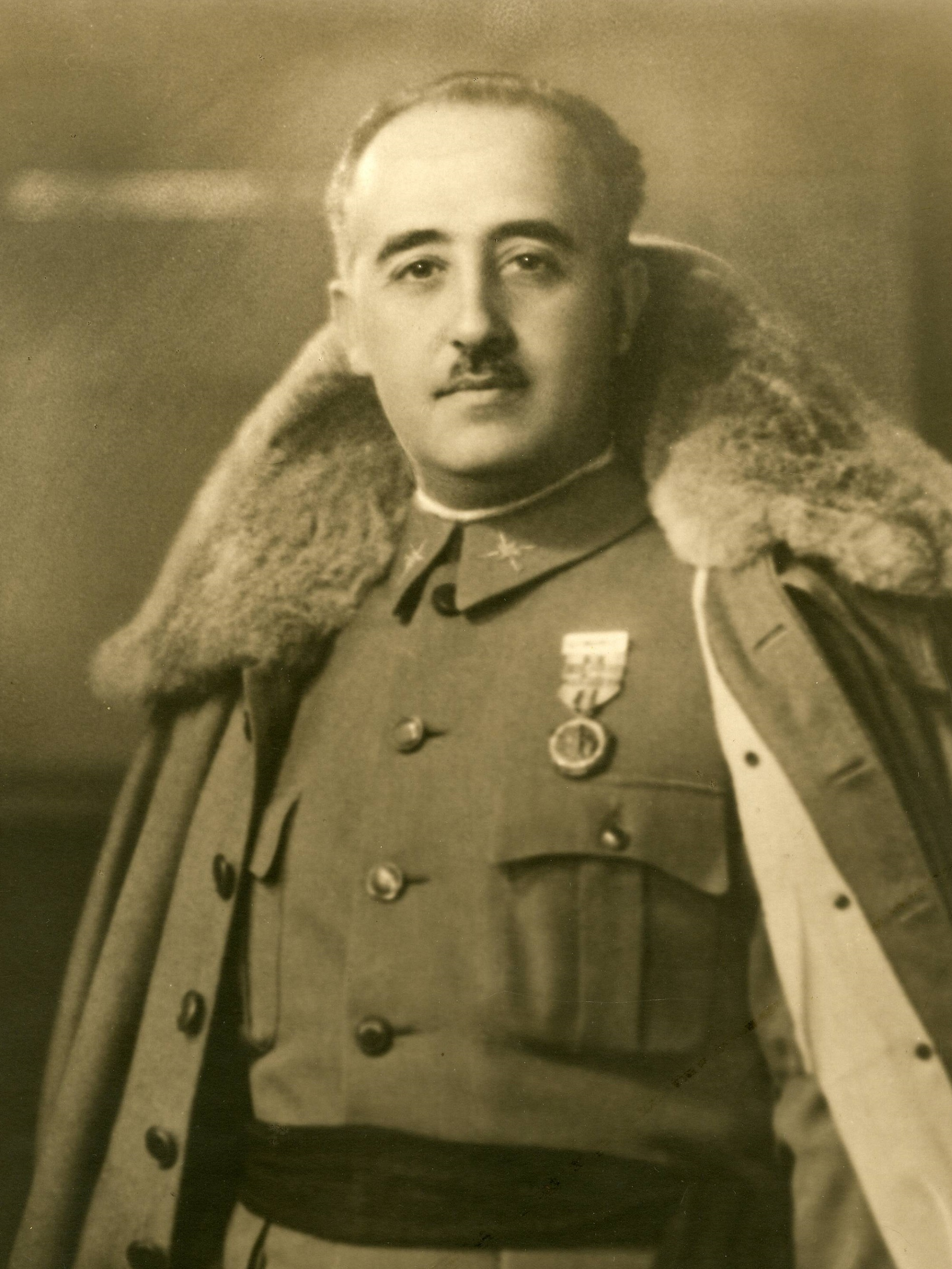
反乱軍の指揮を執ったフランシスコ・フランコ

1936年2月の総選挙で敗北した右派政党は、軍部と結託し虎視眈々とクーデターの機会を狙っていた。一方政府側も、このクーデターの動きを察知し、フランシスコ・フランコなど右派軍人をカナリア諸島など遠方に配置するなどした。だが、右派の大物政治家ホセ・カルボ＝ソテーロが暗殺されたことをきっかけとして、1936年7月17日未明、モロッコで軍による反乱が起きる。これは瞬く間にスペイン本土に波及し、翌日7月18日、スペイン各地で軍隊が蜂起し、スペイン内戦が始まる。当初、反乱軍の有力者はホセ・サンフルホやエミリオ・モラで、フランコは反乱軍の一指揮官であった。反乱軍側の想定では、反乱軍側の方が強力な軍事力を有しており、これにより即座に軍がマドリードを占拠することで、政権を瓦解させ、最長でも3日間を想定していた。だが、政府側にも支持者が多数いたこと、マドリードが頑強に抵抗したことによって当初計画は座礁した。
なお、スペイン本土で反乱が起きた翌日の7月19日には、政府は混乱により同日に3人も首相が変わった。こうして、スペインは国家を二分した内戦に突入した。
1936年9月、フランコは陸海空三軍総司令官に就任し、10月13日には国家首長に就任した。反乱軍は、ナチス・ドイツ、イタリア、そしてカトリック教会から支持を得ることに成功した。イギリスとフランスは、戦線が拡大するのを恐れ、不干渉政策をとった。政府側には、メキシコとソ連が支援した。

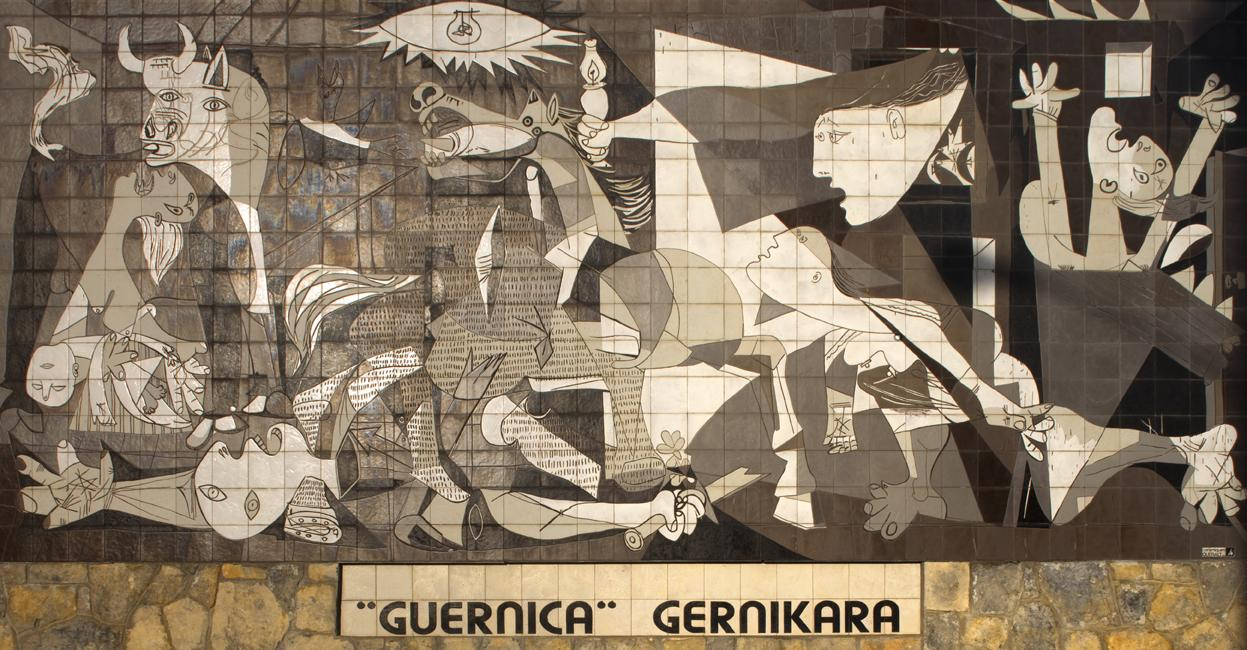
ピカソ画、ゲルニカ

ナチス・ドイツは、3万人ほどの兵士を送り込み、空軍のコンドル兵団は、1937年4月、バスク地方のゲルニカを爆撃した。世界初の無差別爆撃であり、これに怒りを覚えたパブロ・ピカソは、絵画「ゲルニカ」を描いた。イタリアは、8万人の兵士を送り込んだ。政府軍への支援は、ソ連からは物資が送られてきたが、輸送が途絶し、行き渡らないことがあった。コミンテルンを通じて、国際旅団が組織され、約60か国から約4万人 - 6万人の義勇兵が政府側に立って参戦した。義勇兵の中には、アーサー・ケストラー、アーネスト・ヘミングウェイ、ジョージ・オーウェルらがいた。日本人からはジャック白井という人物が参戦している。政府軍は急いで軍を編成し、自治権を求めていたバスク地方の自治権を承認し、政府側に取り込んだ。

### 内戦の終戦まで
内戦は、反乱軍側が国際的な承認を得たため有利に展開する。1937年、フランコは、単一政党「ファランへ」を結成し、同党の党首に就任する。反乱軍側の権力を掌握したフランコは、内戦終結後を見据えて、1938年には、労働憲章を制定する。これは、国家が労働条件を決定し、組合は水平的ではなく垂直的組合であることを定めたものだった。
1936年10月から1937年3月にかけて行われたマドリード攻防戦で、同都市の陥落に失敗した反乱軍は、1937年6月から10月にかけて、矛先をスペイン北部の産業地帯に変え、同地を陥落させた。産業地帯を確保することで、反乱軍は軍需物資を補給する狙いがあった。1938年4月には、反乱軍は地中海に到達し、政府軍を二分することに成功し、政府軍は大規模な作戦を実施できなくなり、反乱軍に有利に展開する。1938年5月から、政府側は和平の道を模索するが、反乱軍には通じず、政府軍も善戦し、戦線は膠着するが、同年10月末から、内戦の趨勢が明らかになり国際旅団が引き上げ始めた。
1938年12月下旬、反乱軍は約30万人の兵力で、政府側が支配していたカタルーニャの攻撃を開始し、1939年1月26日にバルセロナを陥落させる。この頃、政府側はソ連からの物資支援は殆ど得られず、内部で対立が生まれていた。1939年2月11日、政府側の軍隊、政府要人、非戦闘員の約40万人がフランスへと亡命し、2月27日、イギリスが反乱軍側を正統政権と承認したため、大統領のアサーニャが辞任する。3月22日、残存した評議会は、無条件降伏を受け入れ、3月28日、反乱軍はマドリードへと入城する。1939年9月1日、フランコは内戦の勝利宣言を行い、ここにスペイン内戦は終結した。スペイン内戦による犠牲者の数は確定していないが、犠牲者は数十万人に達したとされる。
内戦終結後の1939年11月、フランコは政治責任法を制定し、内戦時代に政府軍側に与した者達を弾圧し、多数の犠牲者が出た。内戦後の3年間で約200万人が投獄され、約5万人が軍事法廷によって死刑判決を受け、その内約半分が死刑を執行された。彼らが名誉回復されたのは、2007年に制定された歴史的記憶法によってである。この歴史的記憶法は、スペイン内戦時代及びフランコ独裁政権の抑圧による犠牲者に対する補償や、フランコ体制のモニュメントの撤去を定めた法律である。

## フランコ政権時代

### 第二次世界大戦時
内戦終結後、1939年9月1日、第二次世界大戦が勃発する。フランコはアドルフ・ヒトラーから参戦を促されたが、内戦によって国土は荒廃し、国内の復旧を最優先とするため、9月4日には中立を宣言した。だが、参戦の意思が全くなかったわけではなく、ヒトラーに過大な領土的要求を突きつけ、ヒトラーを呆れさせている。1940年6月、ナチス・ドイツが優勢と見るや、非交戦宣言を行い、ナチス・ドイツとイタリアを支援した。1941年開戦の独ソ戦では、「青師団」という義勇兵からなる部隊を編成して、東部戦線に派遣した。1943年2月、スターリングラード攻防戦で、ナチス・ドイツが敗戦すると、ソ連に対しては反共産主義、西ヨーロッパ戦線では中立、日米戦争では反日という姿勢をとり、1943年10月には中立を宣言した。1943年年末から「青師団」は撤退させた。
1943年10月前後から国家政体もファシズム色を薄めるようになる。なお、フランコ政権では、憲法ではないが、合計で7つの基本法を制定する。手始めがスペイン内戦中に制定された労働憲章（1938年）、議会設置法（1942年）、国民憲章（1945年）、国民投票法（1945年）、国家元首継承法（1947年）、国民運動原則法（1958年）、国家組織法（1967年）、を制定し、国民憲章では、法の下での平等、言論・集会・結社の自由を一定範囲内で認めた。

### 国際社会からの孤立と復帰
1945年7月から8月にかけて開催されたポツダム会談の議題で、ソ連のヨシフ・スターリンがフランコ政権を拒絶した。これを受けて、1946年に開催された国際連合総会では、スペイン排斥決議が可決され、スペインは国際社会から孤立する。フランコによる、ファシスト色を薄める施策は無駄に終わった。
国際社会から孤立したスペインは、諸外国との貿易に支障が出てしまい、自給自足経済政策をとらざるを得なくなる。フランコ政権は、食糧を配給制とし、輸出入を制限する。政府が完全に経済をコントロールするが、そのコントロールを免れるために賄賂が横行した。物資は全く足りず、一般国民は闇市で高値で購入するしかなかった。
窮状にあったスペインであったが、東西冷戦が勃発すると風向きが変わる。1950年6月25日に朝鮮戦争が勃発し、同年11月、国連において、アメリカがスペインの排斥決議を撤回させ、スペインは国際社会に復帰した。アメリカはスペインを軍事面で重視し、スペインと米西協定（1953年）を締結した。米西協定によって、スペインは自国の軍事基地を貸与する代わりに、アメリカから経済援助を受けられることになり、1957年までに5億ドル以上の援助を受けられた。スペインは、 国際連合食糧農業機関（FAO）、国際連合教育科学文化機関（UNESCO）、世界保健機関（WHO）などの国際機関に加盟し、国際社会へ完全復帰した。1955年1月には、ヨーロッパ経済協力機構（OEEC）への準加盟を果たした。

### 経済成長
国際社会に復帰したスペインであったが、経済面では輸出が伸び悩み、1959年には、対外債務の返済が不可能となってしまう。国際通貨基金（IMF）からは、支援を受ける条件として、IMFが提示した「経済安定化計画」の受け入れを採択し、スペイン政府は、通貨の切り下げ、緊縮財政、貿易の自由化、外資規制の撤廃を約束した覚書を提出し、債務返済のモラトリアムと金融支援を要請した。こうして、しばらくの間、スペインはデフレに見舞われ、短期的には不況になるが、やがて経済状況は安定化し、1960年代のスペインは、日本に次ぐ、年平均7.3% - 7.5%の経済成長を記録する。観光業も隆盛し、1960年に年間600万人の観光客が訪れていたが、1964年には、これが1400万人を記録する。1960年代になると、フランコの後継者が議論される。そこで、フランコは、国家元首継承法に基づいてフアン・カルロス（アルフォンソ13世の孫）を次期国王に指名する。
経済成長を遂げた1960年代であったが、決して平穏無事であったわけではなく、1960年代半ばには、大学生の人数も増え、彼らが学生運動を起こし、1966年に事前検閲を廃止した出版法を公布する。ただ、この出版法は政府批判を行った出版物に対しては多額の罰金を課し、時には出版停止を行うという内容であった。それでも政府批判の出版物は相次いで出版された。カタルーニャとバスクのナショナリズム運動が活発化し、バスクでは、バスク・ナショナリスト党の青年部から分離したバスク祖国と自由（ETA）が1959年に結成され、テロ活動を開始した。ETAは1961年に、初めてのテロを実施した。

### フランコの死去と1978年憲法の成立

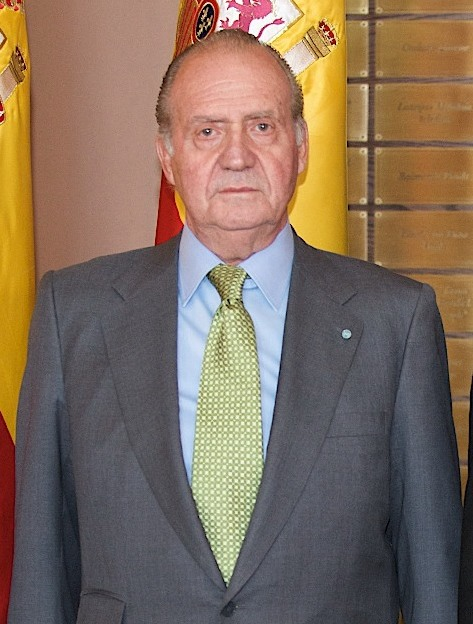
2009年のフアン・カルロス1世

フランコの後継者であるフアン・カルロスは、幼少期よりフランコの下で、国家の王としての英才教育を施され、1969年に後継者に指名された際は、フランコへの忠誠を宣言した。フランコは1970年代に入ると体調を崩すことが多くなり、そして、1975年11月20日に死去する。
フアン・カルロスはフアン・カルロス1世として即位し、ここに王政が復活する。フランコの下で英才教育を受けたカルロスであったが、彼はフランコ路線を継承せず、フランコ派のカルロス・アリアス・ナバーロ首相を更迭し、1976年7月、当時42歳の無名の若手であったアドルフォ・スアレスを首相に抜擢した。スアレスは、政治改革法を成立させ、憲法起草委員会を設立し、左派、右派、中道政党様々な政党が憲法起草に携わった。こうして起草された憲法は1978年12月6日に成立し、1978年憲法と呼ばれ、立憲君主制、地方分権、（カトリックが優遇されているが）政教分離を謳った憲法で、現在も適用されている憲法でもある。1978年憲法では、スペインの公用語については、カスティーリャ語（スペイン語）以外の各地域の言語、カタルーニャ語、バスク語、ガリシア語も地域に応じて公用語とすることが認められた。同憲法では、各地域に自治権が与えられる可能性があることを明文化し、カタルーニャ、バスク、ガリシアは歴史的自治州という高度な自治権をもつ自治州と、通常の自治州の2つが作られることが定められた。フランコ政権時代の7つの基本法は廃止された。

## 民主化以降

### 1978年から1996年まで
スペインの民主化に成功したアドルフォ・スアレスであったが、1979年より起きた第二次石油危機による不況、そして、ETAなどによるテロに有効な手立てを打つことができず、1981年1月、テレビ演説で突如、首相辞任を発表する。
その後、スアレスと同じUCD（民主中道連合）のレオポルド・カルボ＝ソテーロが首相となるが、1981年2月23日、治安警察が突如議場に乗り込み、国王中心の軍事政権樹立を目的としたクーデターを宣言する（23-F事件）。だが、国王のフアン・カルロスがこのクーデターを批判したため、即座に事態は収拾した。1983年2月までに、スペインは全17つからなる自治州とセウタ、メリーリャからなる国家が成立した。ソテーロ政権では、1982年5月にNATO加盟が実現した。1982年8月、議会を解散し、同年10月総選挙が実施された。

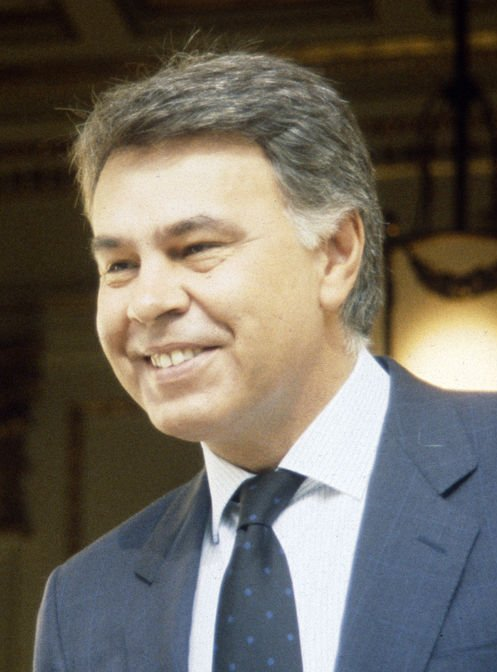
社会労働党党首として長期政権の首相を務めたフェリペ・ゴンサレス

選挙の結果、社会労働党が大勝し、フェリペ・ゴンサレスが首相となる。社会労働党政権はその後1996年まで続き、13年間の長期政権となった。1986年にEC加盟を果たし、観光収入の増大、ECからの開発援助、安価な労働力によって外国からの投資を呼び込み、好景気を享受する。だが、1990年になると、次第に不景気になり、1992年にバルセロナ五輪、セビリア万国博覧会が開催されたが、景気を刺激するには至らなかった。失業率は増大し、1994年には25%を記録した。長期政権となった社会労働党政権には、贈収賄などの様々な汚職が見られるようになった。その内、物議をかもしたのが、GAL事件である。GAL事件とは、ETAに対して、襲撃（時には殺害も）を行っていたGALという反テロリスト解放グループが、実は政府(内務省)から資金援助を得ていたという事件である。この事件は当時の内務大臣が起訴される結果となった。このGAL事件により1993年の総選挙では、社会労働党は第一党を維持したものの、議席数を落とし単独過半数を割り込んだ。同選挙では、ホセ・マリア・アスナールが党首を務める国民党（PP）が第二党に食い込み躍進した。国民党は1995年5月の統一地方選挙では、社会労働党を得票数で上回った。

### 1996年以降
1996年の総選挙では、ホセ・マリア・アスナールの国民党が第一党となった。アスナール政権は、民営化を促進し、これにより通信会社テレフォニカ、石油会社レプソルが民営化された。ユーロにも加盟し、2002年から流通させた。移民も大量に受け入れ、スペイン国内の労働力不足を補った。イラク戦争にも派兵を行なったが、2004年3月11日、マドリード列車爆破テロ事件が起き、193名が死亡するという大惨事に見舞われる。当初犯行は、ETAによるものと断定したが、イスラム原理主義アルカーイダによる犯行であることがわかった。そして、2004年3月14日に、総選挙が行われたが、元々アスナール政権は2期8年で辞職することを公言しており、公言通りに辞職した。
2004年の総選挙によって、社会労働党が再び政権を握る。首相には、ホセ・ルイス・ロドリゲス・サパテーロが就任し、1期目（2004年 - 2011年）は、赤子手当、若年層の住宅手当の導入を行った。2005年には、50万人ほどの不法移民を合法化した。その他、先述したが歴史的記憶法を制定し、スペイン内戦時代及びフランコ政権の弾圧で犠牲になった者の補償を行った。サパテーロの2期目はリーマン・ショックが起き、緊縮財政と労働市場の改革に取り組んだ。だが、汚職も発覚し、2011年5月には、各地で市民運動が起きた。
2011年11月の総選挙によって、国民党のマリアーノ・ラホイ・ブレイ政権が誕生し、自治州の分離独立運動が盛んになり、その中でもカタルーニャ州の自治権を一時停止した。そして、2014年には、国王のフアン・カルロス1世がサウジアラビアの高速鉄道建設に伴って、賄賂を受け取っていたことが判明し、カルロス1世は、アラブ首長国連邦に亡命し、息子のフェリペ6世が国王に即位した。
バスク独立を求め、テロを繰り返していたETAは、2006年にも爆破事件を起こすなどしていたが（2006年マドリード＝バラハス空港爆弾事件）、2011年に武装闘争停止宣言を行い、2018年に解散した。
2015年12月の総選挙は、新興政党が躍進し、ラホイの国民党が第一党となったが、過半数を割り込んだ。2016年6月に出直し選挙が行われたが、国民党はなおも少数与党であり、汚職も発覚し、2018年6月、ラホイ政権は不信任案を決議され、退任した。こうして、社会労働党のペドロ・サンチェスが首相となったが、同党も少数与党であった。2020年1月、連立政権を発足させ、過半数を確保した。
2020年に感染拡大した新型コロナウイルス感染症（COVID-19）による、感染者と死者は2022年7月15日時点で、感染者は約1千268万2千人、死者は約10万7千8百人を記録した（新型コロナウイルス感染症の世界的流行 (2019年-)）。

## 地域ナショナリズム
19世紀には、カスティーリャ語がスペイン語であり、同言語がスペイン全土の教育言語として普及し、事実上公用語となる。固有の言語を有する地域では、地域言語と文化の復興運動が起きる。1830年代にカタルーニャの文芸復興運動が発生し、1850年代にはガリシア地方でも文芸復興運動が発生する。遅れる事19世紀末、バスク地方でもバスク語の復興が叫ばれる。1880年代になると、カタルーニャでは、カタルーニャ主義が台頭し、カタルーニャ語の公用語化を求めるようになる。バスク地方では、1880年代に工業化が進展し、バスク外から大量の住民が流入し、これによってバスク固有の伝統的価値観の喪失から、ナショナリズム運動が勃興した。バスク地方では、1895年にバスク民族主義党(PNV)が創設され、ナショナリズム運動が盛んになる。ガリシア地方では、1920年になると、ヴィセンテ・リスコが、ガリシア・ナショナリズム理論を出版し、ガリシアでもナショナリズム運動が盛んになる。
その後、スペイン内戦勃発前及び内戦中に、これらの地域の自治権が認められることもあったが、フランシスコ・フランコは、自治権を全面禁止してしまい、各地域の言語の公的な場所での使用を禁止してしまった。バスク地方では、1959年にテロ組織・バスク祖国と自由(ETA)が設立するなど、極端なナショナリズム運動が勃興する。だが、1978年憲法で、大幅な自治権が許容されることになり、1983年までに、スペインは17つの自治州とセウタ、メリーリャの2つの自治都市からなる国家として成立した。

## 年表

### 先史時代
- 紀元前50万年 - イベリア半島に人類が居住[376]。
- 紀元前20万年 - ネアンデルタール人がイベリア半島に居住[376]。
- 紀元前1万5千年 - アルタミラの洞窟壁画が描かれる[377]。
- 紀元前1104年頃 - フェニキア人がカディスに都市を建設[9][378]。

### ローマ時代
- 紀元前264年 - 第一次ポエニ戦争勃発[379]。
- 紀元前205年 - 共和政ローマ、イベリア半島に属州ヒスパニアを設置[23]。
- 紀元前219年 - 第二次ポエニ戦争勃発[23]。
- 紀元前19年 - イベリア半島北西部のカンタブリアを征服し、ローマによってイベリア半島全域が支配下に置かれる[25]。
- 紀元後1世紀 - キリスト教がイベリア半島に伝わる[380]。
- 284年 - 属州ヒスパニアが5つの地域に再編成される[376]。
- 313年 - ヒスパニアにおいて、キリスト教公認[376]。

### 西ゴート時代
- 418年 - 西ゴート王国建国[377]。
- 568年 - 西ゴート王国、首都をトレドに定める[39]。
- 589年 - レカレド1世、キリスト教アリウス派を放棄し、国家の宗教をカトリックへの改宗を宣言[34]。
- 654年 - 西ゴート法典公布[377]。
- 710年 - ウィティザ王死去により、王位継承問題が起きる[381]。国王ロデリックと、アギラ2世が王位を巡り争う[381]。
- 711年 - イベリア半島にイスラム勢力が侵入し、西ゴート王国滅亡[377]。

### イスラム勢力勃興～レコンキスタ完了まで
- 718年 - アストゥリアス王国建国[377]。
- 722年 - コバドンガの戦いによりレコンキスタが開始される[377]。
- 756年 - 後ウマイヤ朝が成立する[377]。
- 820年 - ナバーラ王国成立[377]。
- 1031年 - 後ウマイヤ朝が滅び、アンダルスはタイファ（群小諸王国）が乱立し、第一次タイファ時代に突入する[72][96]。
- 1035年 - アラゴン王国がナバーラ王国から独立する[377]。
- 1037年 - カスティーリャ・レオン王国成立[377]。
- 1076年 - アラゴン王国がナバーラ王国を併合[377]。
- 1086年 - ムラービト朝がイベリア半島を侵略[377]。
- 1130年 - ムワッヒド朝が成立[85]。
- 1137年 - アラゴン連合王国成立[377]。
- 1147年 - ムラービト朝が滅び、第二次タイファ時代に突入する[382]。
- 1172年 - ムワッヒド朝がアンダルスを掌握[377]。
- 1212年 - キリスト教諸国、ナバス・デ・トロサの戦いでムワッヒド朝に勝利[383]。
- 1230年 - カスティーリャ王国がレオン王国を併合[377]。
- 1232年 - ナスル朝成立[377]。
- 1236年 - カスティーリャ王フェルナンド3世、アンダルスの首都コルドバを陥落させる[124]。大レコンキスタが開始され、1248年まで続く[88]。
- 1269年 - ムワッヒド朝が滅び、第三次タイファ時代に突入する[124]。
- 1348年 - カタルーニャ地方に黒死病が伝染し、翌年カスティーリャ王国にも拡大[384]。以降、黒死病が猛威を振るい、100年以上経過後の1480年頃、カスティーリャ王国はペスト前の人口にようやく回復[385]。
- 1350年 - 外征中のカスティーリャ王アルフォンソ11世が黒死病によって死去[143]。
- 1474年 - イサベル1世がカスティーリャ王国女王に即位[377]。
- 1479年 - フェルナンド2世がアラゴン王に即位する[377]。
- 1492年 - ナスル朝グラナダが陥落し、レコンキスタ完了[377]。コロンブスが新大陸到達[377]。

### スペイン・ハプスブルク朝時代
- 1516年 - カルロス1世即位により、スペイン・ハプスブルク朝成立[377]。
- 1519年 - カルロス1世が神聖ローマ皇帝カール5世に選出[377]。
- 1556年 - フェリペ2世即位、フェリペ2世治世下においてスペインは最盛期を迎える[386]。
- 1588年 - フェリペ2世死去により、フェリペ3世即位[181]。以降、フェリペ4世まで政治を寵臣に任せる寵臣政治が開始される[183][188]。
- 1568年 - オランダ独立戦争勃発(-1648年)
- 1579年 - ネーデルランドの北部7州がユトレヒト同盟結成[377]
- 1580年 - ポルトガルがスペインに編入[377]。
- 1581年 - ネーデルランド北部7州が独立（オランダの誕生）[153]。
- 1588年 - アルマダの海戦で、スペインの無敵艦隊がイギリスに敗北[377]。
- 1609年 - モリスコ追放令発令、約30万人が追放され(～1614年)、経済的打撃を受ける[387]。バレンシア地方は人口の4分の1を喪失[387]。
- 1640年 - ポルトガルがスペインから独立[377]。
- 1700年 - スペイン・ハプスブルク家断絶[198]。フランスのフィリップが国王に即位し、ブルボン朝が成立[377]。

### スペイン・ブルボン朝時代
- 1701年 - スペイン継承戦争勃発(-1716年)[377]。
- 1713年 - ユトレヒト条約締結(翌年、ラシュタット条約も)、これによりアメリカ大陸以外の海外領土を失陥[388]。
- 1763年 - 七年戦争終戦のためのパリ条約によりフロリダをイギリスに割譲[209]。
- 1792年 - 衛兵のマヌエル・デ・ゴドイが宰相に就任[214]。
- 1808年 - ナポレオンの兄、ジョゼフがホセ1世としてボナパルト朝を設立し、スペイン独立戦争(-1814年)勃発[222][377]。
- 1813年 - ボナパルト朝国王ホセ1世退位[225]。
- 1812年 - カディスで1812年憲法制定[377]。
- 1820年 - 「自由主義の3年間」が開始(-1823年)[377]。
- 1823年 - フェルナンド7世、絶対主義に復帰[222]。「忌むべき10年間」の開始(-1833年)[222]。
- 1854年 - 「進歩派の2年間」開始(-1856年)[222]。
- 1868年 - 九月革命勃発により、イサベル2世亡命[222]。

### サボヤ朝～第一共和政時代～ブルボン朝復古
- 1870年 - アマデオ1世即位[222]。
- 1873年 - アマデオ1世王位を放棄[222]。第一共和政成立[222]
- 1874年 - アルフォンソ12世が国王に即位し、王政復古が実現[377]。
- 1898年 - 米西戦争勃発（敗北）[377]。
- 1921年 - モロッコでアンワールの戦いで、スペイン側が大敗、軍と政府との間で大敗の責任を巡り不和になる[270][377]。
- 1923年 - プリモ将軍がクーデターを起こし、独裁を開始(-1930年)[377]。

### 第二共和政～スペイン内戦
- 1931年 - アルフォンソ13世亡命、第二共和政が開始[377]。
- 1936年 - スペイン内戦勃発、同年9月、フランコが陸海空の三軍最高司令官に就任[306]。
- 1937年 - ゲルニカ空爆、ピカソが絵画ゲルニカを描く[300]。
- 1938年 - 7つの基本法の1つ目となる労働憲章制定[324]。1958年までに7つの基本法を全て制定[324]。
- 1939年 - スペイン内戦終結、反乱軍側のフランコが政権を掌握し、独裁政権樹立[377]。

### フランコ政権時代
- 1940年 - フランコ政権、第二次世界大戦で非交戦宣言[389]。
- 1941年 - フランコ政権、義勇兵からなる「青師団」を設立し、独ソ戦線に派遣[320]。1943年年末頃に撤退[322]。
- 1943年 - 同年10月、フランコ政権中立を宣言[316][317]。この前後、国家政体についてファシズム色を薄め始める[322]。
- 1946年 - 国際連合総会にてスペイン排斥決議が可決[377]。これにより国際社会から孤立[325]。
- 1950年 - アメリカ主導により、スペイン排斥決議が撤回[331]。これにより国際社会に復帰[331]。
- 1955年 - 国際連合に加盟[377]。
- 1959年 - バスクと自由(ETA)が結成される[377]。
- 1975年 - フランコ死去

### フランコ政権以降
- 1975年 - フアン・カルロス1世が国王に即位[377]。
- 1978年 - 1978年憲法が成立[377]。
- 1982年 - NATOに加盟[377]。
- 1986年 - EC加盟[377]。
- 1992年 - バルセロナ五輪、セビリア万国博覧会開催[377]。
- 1999年 - ユーロに加盟[377]。
- 2004年 - マドリード列車爆破テロ事件発生[377]。
- 2014年 - フアン・カルロス1世が退位し、フェリペ6世が即位[377]。フアン・カルロス1世は賄賂受領発覚によって、亡命[367][368]。
- 2020年 - 新型コロナウィルス流行[377]。